# Storia dell'impero bizantino
La storia dell'Impero bizantino copre quella dell'Impero romano d'Oriente dalla tarda antichità alla caduta di Costantinopoli nel 1453. Diversi eventi dal IV al VI secolo segnarono il periodo transitorio durante il quale l'impero romano fu diviso in Oriente greco e Occidente latino. Nel 289, l'imperatore Diocleziano (284-305) partizionò l'amministrazione dell'Impero romano in due metà, Orientale e Occidentale. Tra il 324 e il 330, Costantino I (306–337) trasferì la capitale principale da Roma a Bisanzio, successivamente nota come Costantinopoli ("Città di Costantino") e Nova Roma. La prima fonte sulla "Nova Roma" in un documento ufficiale si trova nei canoni del primo concilio di Costantinopoli (381), dove è usata per giustificare la dichiarazione che la sede patriarcale di Costantinopoli era seconda soltanto a quella di Roma. Sotto Teodosio I (379–395), il cristianesimo divenne la religione di Stato dell'impero e le altre religioni romane politeiste vennero vietate. Infine, sotto il regno di Eraclio I (610-641), le strutture militare e amministrativa dell'Impero vennero modificate e adottata la lingua greca per l'uso ufficiale al posto di quella latina. Così, anche se continuò lo stato romano, mantenendo le antiche tradizioni, gli storici moderni distinguono Bisanzio da Roma nella misura in cui si orientò verso il greco piuttosto che alla cultura latina e fu caratterizzata dal cristianesimo ortodosso piuttosto che dal politeismo romano.
I confini dell'impero mutarono in modo significativo nel corso della sua esistenza, passando attraverso diversi cicli di declino e di recupero. Durante il regno di Giustiniano I, l'impero raggiunse la sua massima estensione dopo aver riconquistato gran parte delle coste occidentali del Mediterraneo storicamente romane, tra cui il Nord Africa, l'Italia e Roma stessa, che mantenne per altri due secoli. Durante il regno di Maurizio (582-602), la frontiera orientale dell'Impero venne ampliata e il nord stabilizzato. Tuttavia, il suo assassinio provocò una guerra della durata di oltre due decenni contro la Persia sasanide, che esaurì le risorse dell'Impero e contribuì a gravi perdite territoriali durante le conquiste musulmane del VII secolo. Nel giro di pochi anni l'Impero perse le sue province più ricche, l'Egitto e la Siria, passate agli arabi.
Durante la dinastia dei Macedoni (X-XI secolo), l'Impero conobbe un lungo periodo di ampliamento durato due secoli, che si concluse con la perdita di gran parte dell'Asia Minore andata ai turchi selgiuchidi dopo la Battaglia di Manzicerta del 1071. Questa battaglia aprì la strada ai turchi per il loro stabilirsi in Anatolia.
I secoli finali dell'Impero mostrarono una tendenza generale al declino. Riuscì a recuperare nel corso del XII secolo, ma subì un colpo mortale durante la quarta crociata, quando Costantinopoli fu saccheggiata e l'Impero sciolto e diviso tra i competitori, in greco-bizantino e regni latini. Nonostante il recupero di Costantinopoli e il ristabilimento dell'impero nel 1261, sotto i Paleologi, Bisanzio rimase solo uno dei tanti piccoli stati rivali della zona negli ultimi due secoli della sua esistenza, ridotto da impero multinazionale a semplice stato greco di rango minore. I suoi territori rimanenti vennero progressivamente annessi dagli ottomani nel corso del XV secolo. La caduta di Costantinopoli per mano dell'Impero ottomano, nel 1453, mise fine definitivamente all'Impero romano d'Oriente.

## Tetrarchia

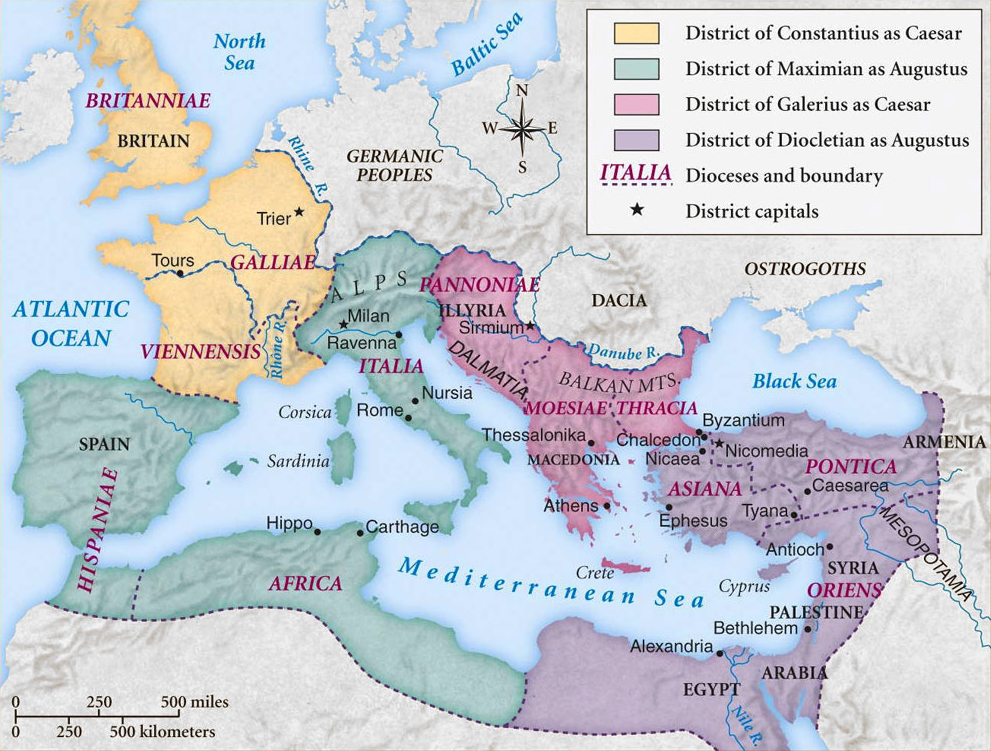
Mappa dell'Impero romano mostrante le quattro zone d'influenza della tetrarchia, dopo la riforma di Diocleziano.

Durante il III secolo, tre crisi minacciarono l'impero romano: invasioni esterne, guerre civili interne e un'economia costellata di debolezze e problemi. La città di Roma divenne sempre meno importante come centro amministrativo. La crisi del III secolo mise in evidenza i difetti del sistema eterogeneo di governo che Augusto aveva creato per amministrare il suo immenso dominio. I suoi successori avevano introdotto alcune modifiche, ma gli eventi avevano reso chiaro che era necessario un nuovo, più centralizzato e uniforme sistema.
Diocleziano creò un nuovo sistema amministrativo (la tetrarchia). Associò a sé un co-imperatore, o  Augusto. Ogni Augusto avrebbe dovuto adottare un giovane collega, o  Cesare, per condividere con lui l'impero e, infine, per succedergli alla sua morte. Dopo l'abdicazione di Diocleziano e Massimiano, tuttavia, la tetrarchia crollò e Costantino I la sostituì con il principio dinastico di successione ereditaria.

## Costantino I e i suoi successori

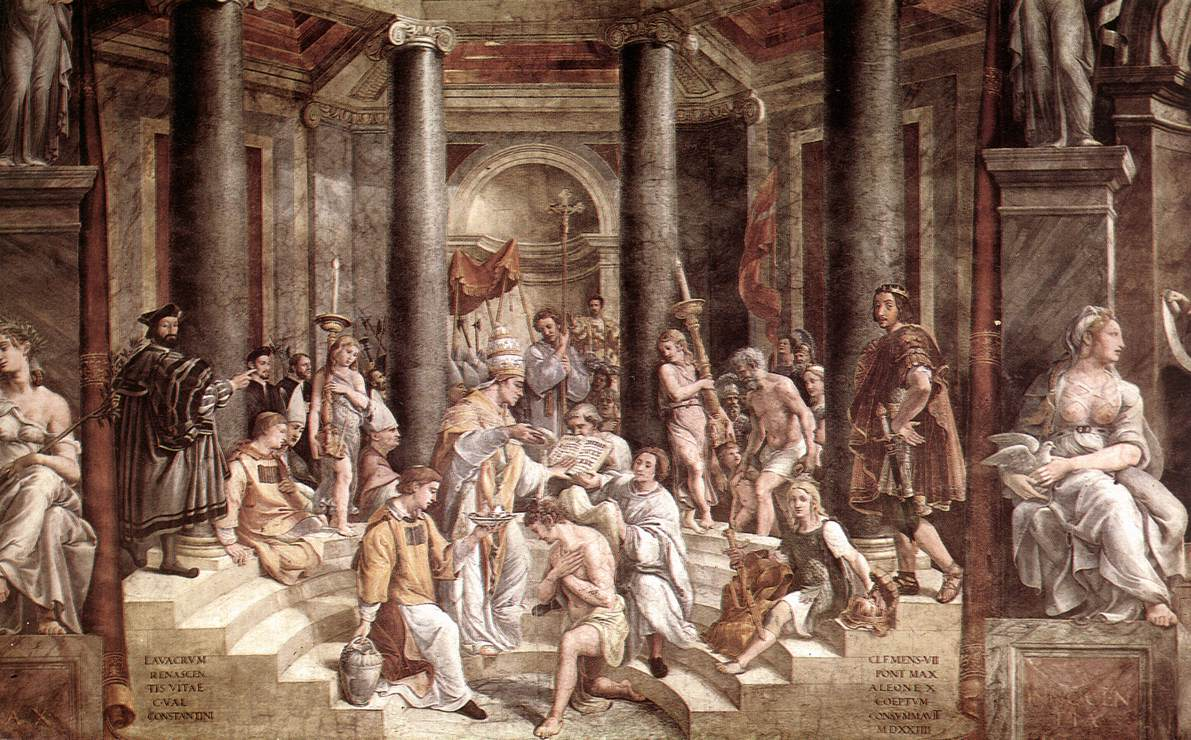
Il battesimo di Costantino, scuola di Raffaello (1520–1524, affresco, Città del Vaticano, Palazzo Apostolico). Eusebio di Cesarea scrive che Costantino ritardò a ricevere il battesimo fino a poco prima della sua morte, come consuetudine tra i cristiani convertiti a quel tempo.

Costantino spostò la sede dell'Impero e introdusse importanti cambiamenti in ambito civile e religioso. Nel 330, fondò Costantinopoli come seconda Roma, sul sito di Bisanzio, ben posizionata a cavallo delle rotte commerciali tra Oriente e Occidente; era una base ideale da cui partire per controllare il Danubio, ed era abbastanza vicina alle frontiere orientali. Costantino avviò, inoltre, la costruzione delle grandi mura fortificate, che furono ampliate e ricostruite in epoche successive. John Bagnell Bury afferma che "la fondazione di Costantinopoli [...] inaugurò una divisione permanente tra la parte orientale e occidentale, la greca e la latina, metà di una divisione i cui eventi si erano già evidenziati, decisione che influirà su tutta la successiva storia d'Europa."
Costantino portò avanti la riforma amministrativa creata da Diocleziano. Rese stabile il conio (la moneta d'oro Solido che introdusse e divenne una valuta pregiata e stabile), e modificò la struttura dell'esercito. Sotto Costantino, l'Impero aveva recuperato gran parte della sua forza militare e goduto di un periodo di stabilità e di prosperità. Egli riconquistò la parte meridionale della Dacia, dopo aver sconfitto i Visigoti nel 332, e stava progettando una campagna contro la Persia sasanide. Per dividere le responsabilità amministrative, Costantino sostituì il singolo prefetto del pretorio, che tradizionalmente esercitava entrambe le funzioni militari e civili, con prefetti regionali che godevano di autorità soltanto civile. Nel corso del IV secolo, emersero quattro grandi sezioni da questi inizi costantiniani e la pratica di separare l'autorità civile da quella militare persistette fino al VII secolo.
Sotto Costantino, il cristianesimo non divenne la religione esclusiva dello Stato, ma godette della preferenza imperiale, dal momento che sostenne il cristianesimo con generosi privilegi: i chierici erano esenti dalla tassazione, i cristiani vennero preferiti per occupare i ruoli amministrativi e ai vescovi furono affidate le responsabilità giudiziarie. Costantino stabilì il principio secondo il quale gli imperatori non dovevano risolvere le questioni di dottrina, ma avrebbero dovuto convocare dei concili ecclesiastici generali a tal fine. Costantino convocò il primo concilio di Arles e al primo Concilio di Nicea pose la sua pretesa di essere capo della Chiesa.
Lo stato dell'Impero nel 395 può essere descritto in termini di risultati dell'opera di Costantino. Il principio dinastico venne istituito così saldamente che l'imperatore che morì in quell'anno, Teodosio I, poté lasciare in eredità l'impero, congiuntamente ai suoi figli: Arcadio in Oriente e Onorio in Occidente. Teodosio fu l'ultimo imperatore a governare l'intera estensione dell'Impero in entrambe le sue metà.
L'Impero d'Oriente venne in gran parte risparmiato dalle difficoltà incontrate da quello d'Occidente nel III e IV secolo, in parte a causa di una cultura urbana più fermamente stabilizzata e da maggiori risorse finanziarie, che permisero di placare gli invasori con il pagamento di tributi e di mercenari. Per tutto il V secolo, vari eserciti invasero l'Impero d'Occidente ma risparmiarono quello d'Oriente. Teodosio II fortificò ulteriormente le mura di Costantinopoli, rendendo la città impenetrabile alla maggior parte degli attacchi; le mura non furono violate fino al 1204. Per respingere gli Unni di Attila, Teodosio diede loro del denaro (presumibilmente 300 kg. d'oro). Inoltre, favorì i commercianti che vivevano a Costantinopoli e che commerciavano con gli Unni e altri gruppi etnici stranieri.
Il suo successore, Marciano si rifiutò di continuare a pagare questa somma esorbitante. Tuttavia, Attila aveva già deviato la sua attenzione verso l'Impero romano d'Occidente. Dopo la sua morte, nel 453, il suo impero crollò e Costantinopoli avviò un proficuo rapporto con gli Unni, che avrebbero poi combattuto come mercenari negli eserciti bizantini.

## Dinastia Leonide

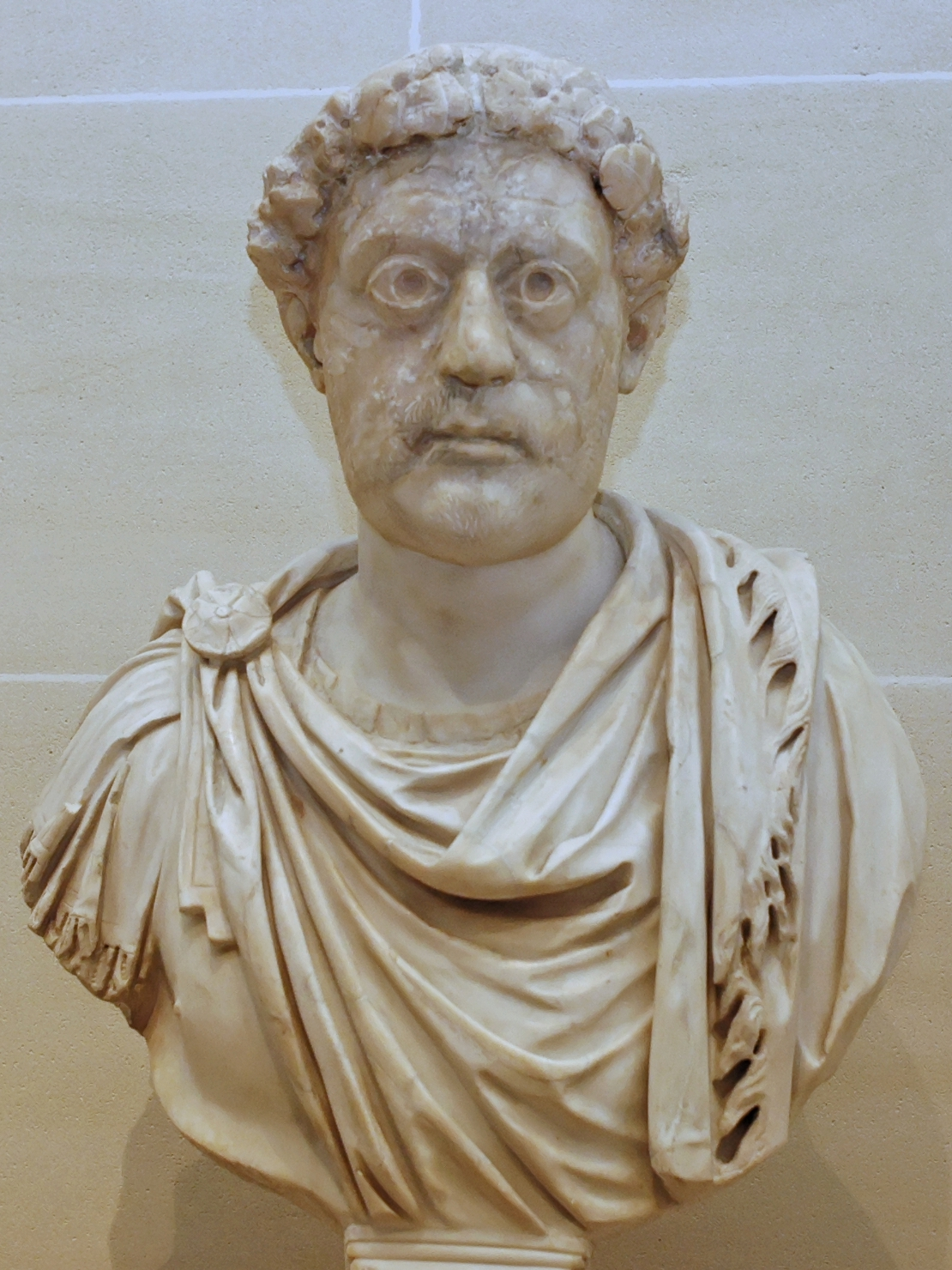
Leone I imperatore bizantino (401–474, regnò dal 457–474)

Leone I succedette a Marciano e, dopo la caduta di Attila, il vero capo a Costantinopoli fu il generale Ardaburio Aspare degli Alani. Leone I riuscì a liberarsi dall'influenza del capo dei non ortodossi sostenendo l'ascesa degli Isauri, una tribù di semi barbari che viveva nel sud dell'Anatolia. Aspare e suo figlio Ardaburio vennero assassinati in una rivolta nel 471 e, da allora in poi, Costantinopoli restaurò la leadership ortodossa per secoli.
Leone fu anche il primo imperatore a ricevere la corona non da un capo militare, ma dal Patriarca di Costantinopoli, che rappresentava la gerarchia ecclesiastica. Questo cambiamento divenne permanente e, nel Medioevo, la caratteristica religiosa dell'incoronazione soppiantò completamente il vecchio modello militare. Nel 468, Leone tentò, senza successo, di riconquistare il Nord Africa dai Vandali. A quel punto, l'Impero romano d'Occidente venne limitato all'Italia e alle terre a sud del Danubio fino ai Balcani (gli Angli e i Sassoni avevano invaso e si erano insediati in Britannia a partire dai primi decenni del V secolo, mentre Visigoti e Svevi si erano impossessati di porzioni della Spagna romana dal 417, e i Vandali erano entrati in Africa nel 429; la Gallia era contesa tra Franchi sotto Clodoveo I, Burgundi, Bretoni, Visigoti e il residuo potentato romano di Soissons mentre Teodorico governò l'Italia fino al 526).
Nel 466, come condizione della sua alleanza con gli Isauri, Leone diede in sposa la propria figlia Ariadne a Tarasicodissa, mentre Tarasicodissa prese il nome di Zenone. Quando Leone morì, nel 474, il figlio minore di Arianna salì al trono come Leone II, con Zenone come reggente. Quando Leone II morì, in quello stesso anno, divenne imperatore Zenone. La fine dell'Impero d'Occidente a volte è datata al 476, all'inizio del regno di Zenone, quando il generale romano germanico Odoacre depose l'imperatore titolare occidentale Romolo Augusto, ma si rifiutò di sostituirlo con un altro fantoccio.

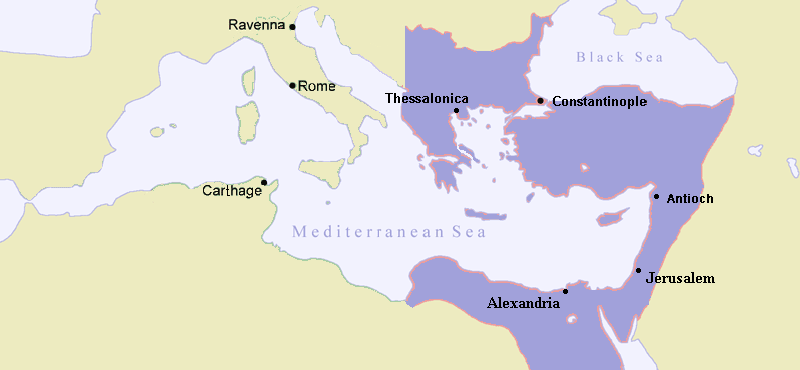
Impero romano d'Oriente, c. 480

Per recuperare l'Italia, Zenone poteva soltanto negoziare con gli Ostrogoti di Teodorico, che si erano stabiliti in Mesia. Mandò il re goto in Italia come  magister militum per Italiam  ("comandante in capo per l'Italia"). Dopo la caduta di Odoacre nel 493, Teodorico, che aveva vissuto a Costantinopoli durante la sua giovinezza, regnò sull'Italia per suo conto. Così, suggerendo a Teodorico di conquistare l'Italia come suo regno ostrogoto, Zenone mantenne almeno una supremazia nominale in quel paese occidentale, mentre si liberava in quello d'Oriente di un subordinato indisciplinato.
Nel 475, Zenone fu deposto da Basilisco, il generale che aveva guidato, nel 468, l'invasione di Leone I del Nord Africa, ma si riprese il trono venti mesi dopo. Tuttavia, si trovò di fronte una nuova minaccia da un altro Isaurico, Leonzio, che venne anche eletto imperatore rivale. Nel 491 Anastasio I, un anziano ufficiale civile di origine romana, divenne imperatore, ma soltanto nel 498 le forze del nuovo imperatore presero efficacemente il controllo sulla resistenza degli Isaurici. Anastasio si rivelò essere un riformatore energico e un amministratore capace. Perfezionò il sistema di conio di Costantino modificando definitivamente il peso del rame follis, la moneta usata nella maggior parte delle transazioni quotidiane. Riformò anche il sistema fiscale ed abolì, in maniera permanente, l'odiata tassa chrysargyron (tassa sul commercio). Al momento della sua morte la tesoreria di Stato conteneva l'enorme quantitativo di 145.150 kg d'oro. Alla morte di Anastasio fu elevato ad imperatore Giustino I, militare di umili origini. Giustino I mantenne il titolo fino alla sua morte nel 527, anche se il potere effettivo era nelle mani del suo figlio adottivo che ereditò il trono con il nome di Giustiniano I.

## Giustiniano I e i suoi successori

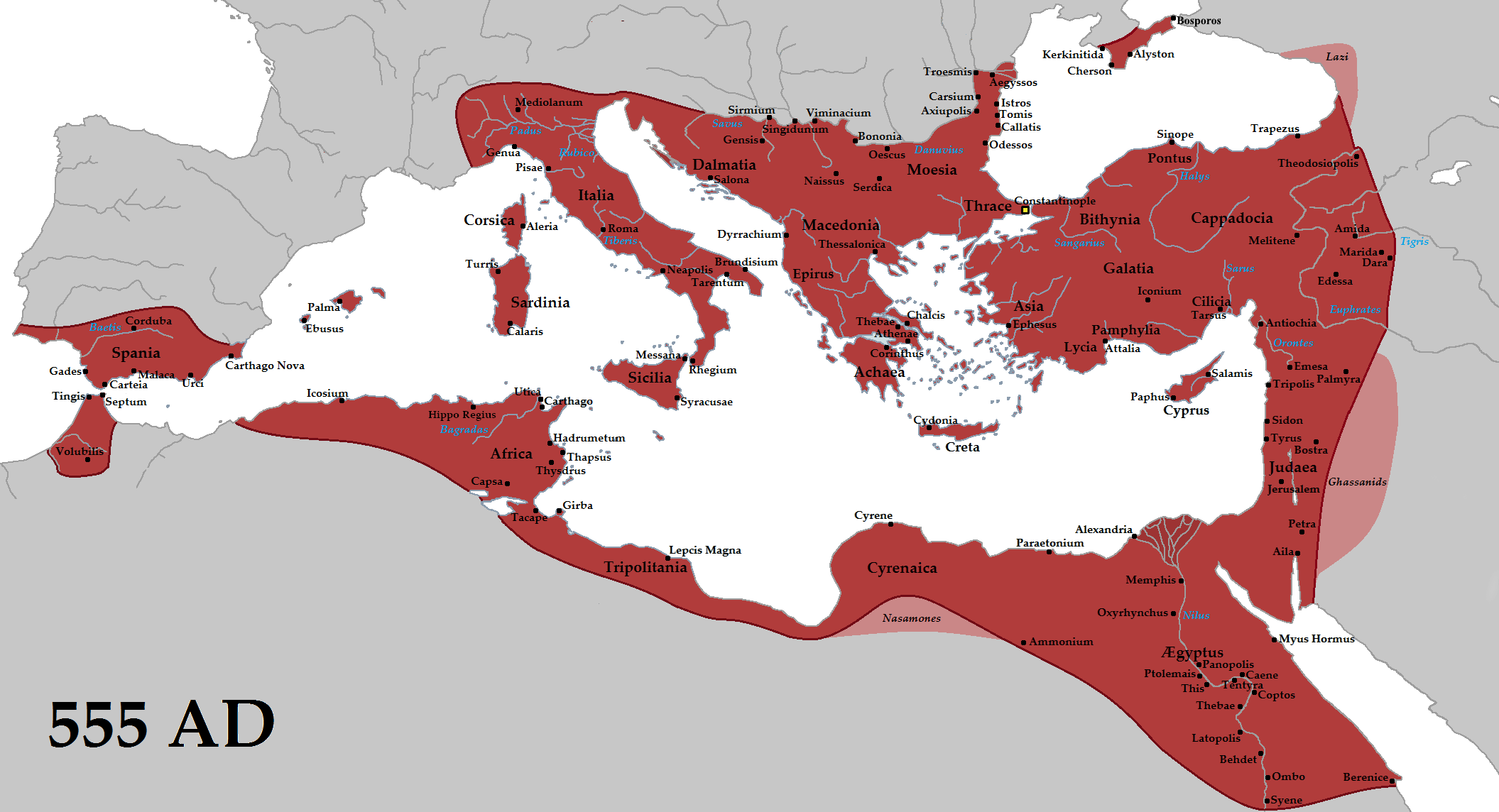
L'impero alla sua massima estensione sotto Giustiniano I, nel 555.

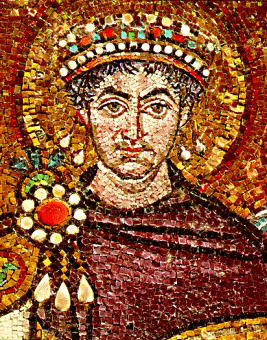
Giustiniano in uno dei famosi mosaici della Basilica di San Vitale, Ravenna.

Giustiniano I, che salì al trono nel 527, realizzò un periodo di espansione bizantina negli ex territori romani. Figlio di un contadino illirico, potrebbe aver già esercitato un controllo efficace durante il regno di suo zio, Giustino I (518-527). Nel 532, nel tentativo di assicurarsi la frontiera orientale, Giustiniano firmò un trattato di pace con Cosroe I accettando di pagare un rilevante tributo annuale ai Sasanidi. Nello stesso anno, sopravvisse ad una rivolta a Costantinopoli, la rivolta di Nika, che si concluse con la morte (presumibilmente) di trentamila dimostranti. Questa vittoria solidificò il potere di Giustiniano.
Le conquiste occidentali iniziarono nel 533, quando Giustiniano inviò il suo generale Belisario a reclamare l'antica provincia romana d'Africa dai Vandali che la controllavano dal 429, con capitale Cartagine. Il successo giunse con sorprendente facilità, ma solo nel 548 le principali tribù locali vennero sottomesse. Nell'Italia ostrogota, la morte di Teodorico il Grande, del nipote ed erede Atalarico e di sua figlia Amalasunta aveva lasciato sul trono il suo assassino, Teodato (534-536), nonostante la sua indebolita autorità. Nel 535, una piccola spedizione bizantina in Sicilia ebbe facile successo, ma i Goti presto irrigidirono la loro resistenza e la vittoria non giunse fino al 540, quando Belisario conquistò Ravenna, dopo assedi di successo a Napoli e Roma. Nel 535-536, Papa Agapito I venne inviato a Costantinopoli da Teodato, al fine di richiedere la rimozione delle forze bizantine dalla Sicilia, Dalmazia e Italia. Anche se Agapito fallì nella sua missione di firmare una pace con Giustiniano, riuscì ad avere successo nella denuncia del monofisita patriarca Antimo I di Costantinopoli, nonostante il sostegno e la protezione dell'imperatrice Teodora.

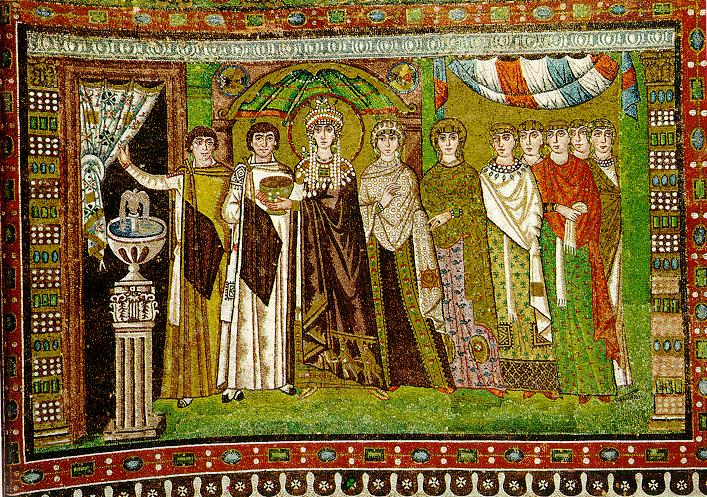
Teodora con il suo seguito (mosaico della Basilica di San Vitale, Ravenna). Moglie influente di Giustiniano era una ex attrice, la cui vita precedente è vividamente descritta da Procopio in Storia segreta.

Tuttavia, gli Ostrogoti furono ben presto riuniti sotto il comando di Totila e conquistarono Roma il 17 dicembre 546 mentre Belisario fu richiamato da Giustiniano nei primi mesi del 549. L'arrivo dell'eunuco armeno Narsete in Italia (fine 551), con un esercito di circa 35.000 uomini, segnò un altro cambiamento nelle fortune gotiche. Totila fu sconfitto e morì nella battaglia di Busta Gallorum. Il suo successore, Teia, venne anch'esso sconfitto nella Battaglia dei Monti Lattari (ottobre 552). Nonostante la continua resistenza di alcuni presidi Goti e due invasioni successive da parte dei Franchi e Alemanni, la guerra per la conquista della penisola italiana era finita. Nel 551, un nobile visigoto di Spagna, Atanagildo, cercò l'aiuto di Giustiniano per una ribellione contro il re e l'imperatore inviò una forza sotto Liberio, che, anche se anziano, si rivelò un comandante militare di successo. L'impero bizantino ottenne una piccola porzione della costa spagnola fino al regno di Eraclio I.
In Oriente, la guerra lazica continuò fino al 561 quando gli inviati di Cosroe e di Giustiniano concordarono una pace di 50 anni. A metà degli anni 550, Giustiniano aveva ottenuto vittorie nella maggior parte dei teatri delle operazioni, con la notevole eccezione dei Balcani, che vennero sottoposti a ripetute incursioni dagli slavi. Nel 559, l'Impero dovette fronteggiare una grande invasione di Kutriguri e Sclaveni. Giustiniano richiamò Belisario dalla pensione, ma una volta che il pericolo immediato era finito, l'imperatore assunse egli stesso il comando. La notizia che Giustiniano aveva rafforzato la sua flotta del Danubio mise in ansia i Kutriguri che decisero di stipulare un trattato che dava loro un compenso e un passaggio sicuro dall'altra parte del fiume.
Giustiniano divenne universalmente famoso in seguito alla sua riforma legislativa, notevole per il suo carattere travolgente. Nel 529, una commissione di dieci uomini presieduta da Giovanni di Cappadocia rivedette l'antico diritto romano, creando il nuovo Corpus iuris civilis, una raccolta di leggi che venne ad essere indicata come Codice di Giustiniano. Nelle Pandette, completate sotto la direzione di Triboniano nel 533, l'ordine e il sistema vennero trovati in sentenze contraddittorie dei grandi giuristi romani e in un libro, Istituzioni di Giustiniano, scritto per facilitare l'istruzione nelle scuole di diritto. Il quarto libro, Novellae, era costituito da collezioni di editti imperiali promulgati tra il 534 e il 565. A causa delle sue politiche ecclesiastiche, Giustiniano entrò in collisione con gli Ebrei, i pagani, e le varie sette cristiane. Queste ultime comprendevano i manichei, i nestoriani, i monofisiti e gli ariani. Al fine di sradicare completamente il paganesimo, Giustiniano chiuse la famosa scuola filosofica di Atene nel 529.

Esterno di Hagia Sophia, 2013

Nel corso del VI secolo, la tradizionale cultura greco-romana era ancora influente nell'Impero d'Oriente con rappresentanti di spicco come il filosofo naturale Giovanni Filopono. Tuttavia, la filosofia e la cultura cristiana erano in ascesa e cominciarono a dominare la cultura più antica. Inni scritti da Romano il Melode segnarono lo sviluppo della Divina liturgia, mentre architetti e costruttori lavorarono per completare la nuova Chiesa della Santa Sapienza, (Hagia Sophia), progettata per sostituire una chiesa più antica distrutta nel corso della rivolta di Nika. La Basilica di Santa Sofia si presenta oggi come uno dei più importanti monumenti della storia dell'architettura. Durante il VI e VII secolo l'Impero venne colpito da una serie di epidemie, che portarono ad una drastica riduzione della popolazione, contribuendo ad un declino economico significativo e all'indebolimento dell'Impero.
Dopo la morte di Giustiniano, nel 565, il suo successore, Giustino II si rifiutò di pagare il cospicuo tributo ai Persiani. Nel frattempo, i Longobardi germanici invasero l'Italia; entro la fine del secolo, solo un terzo dell'Italia rimaneva in mani bizantine. Il successore di Giustino, Tiberio II, scegliendo tra i suoi nemici, diede dei sussidi agli Avari mentre era impegnato in azioni militari contro i Persiani. Anche se il suo generale, Maurizio, realizzò una campagna efficace sul confine orientale, i sussidi non riuscirono a contenere gli Avari. Essi conquistarono la fortezza balcanica di Sirmio nel 582, mentre gli slavi cominciavano a farsi strada attraverso il Danubio. Maurizio, che nel frattempo era succeduto a Tiberio, intervenne in una guerra civile persiana, collocando nuovamente sul trono il legittimo Cosroe II e sposandone la figlia. Il trattato di Maurizio con il suo nuovo cognato ampliò i territori dell'Impero in Oriente e consentì all'energico imperatore di concentrarsi sui Balcani. Nel 602 una serie di successi bizantini aveva spinto Avari e Slavi ad indietreggiare oltre il Danubio.

## Dinastia eracliana e contrazione dei confini
Dopo l'assassinio di Maurizio da parte di Foca, Cosroe ne approfittò per riconquistare la provincia romana di Mesopotamia. Foca, un sovrano impopolare che è sempre descritto nelle fonti bizantine come un "tiranno", fu il bersaglio di una serie di trame da parte del senato e venne deposto nel 610 da Eraclio, che giunse a Costantinopoli, via mare da Cartagine, con un'icona fissata alla prua della sua nave. Dopo l'ascesa al trono di Eraclio, l'avanzata sasanide si spinse in profondità nell'Asia Minore, occupando Damasco e Gerusalemme, rimuovendo la Vera Croce e portandola a Ctesifonte. La controffensiva di Eraclio assunse il carattere di una guerra santa e un'immagine acheropita di Cristo venne adottata come stendardo militare. Allo stesso modo, quando Costantinopoli venne salvata da un assedio degli Avari, nel 626, la vittoria venne attribuita alle icone della Vergine che furono condotte in processione dal patriarca Sergio presso le mura della città. La principale forza sasanide fu distrutta a Ninive nel 627 e nel 629 Eraclio restaurò la Vera Croce a Gerusalemme nel corso di una maestosa cerimonia. La guerra aveva esaurito sia i bizantini che i Sasanidi e li aveva lasciati estremamente vulnerabili agli arabi emersi negli anni successivi. I bizantini subirono una sconfitta schiacciante alla battaglia dello Yarmuk nel 636 e Ctesifonte cadde nel 637.
Eraclio fu il primo imperatore che sostituì il tradizionale titolo latino (Augusto) con il greco Basileus (in greco Βασιλεύς). Questo passaggio dal latino al greco trova un parallelo nell'abbandono contemporaneo del latino nei documenti ufficiali. Nel tentativo di sanare il divario dottrinale tra Calcedonia e monofisiti cristiani, Eraclio propose il monotelismo come compromesso. Nel 638 la nuova dottrina venne pubblicata nel nartece della Basilica di Santa Sofia, come parte di un testo chiamato Ekthesis, che proibiva un'ulteriore discussione del problema. A questo punto, però, la Siria e la Palestina, entrambe focolai di fede monofisita, erano cadute sotto gli arabi e, un altro centro monofisita, l'Egitto, cadde nel 642. L'ambivalenza verso il dominio bizantino, da parte dei monofisiti, diminuì la resistenza locale all'espansione araba.

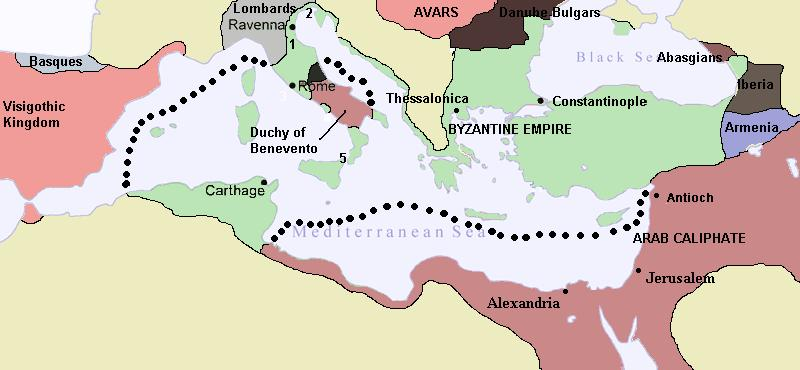
L'impero bizantino nel 650 aveva perso tutte le sue province meridionali ad eccezione dell'esarcato di Cartagine.

Eraclio riuscì a stabilire una dinastia e la sua discendenza mantenne il trono, con qualche interruzione, fino al 711. I loro regni furono caratterizzati sia da grandi minacce esterne, da Occidente ed Oriente, che ridussero il territorio dell'impero ad una frazione della sua estensione del VI secolo, che da significative turbolenze interne e trasformazioni culturali.
Gli arabi, che ormai detenevano saldamente il controllo della Siria e del Levante, inviarono frequenti scorrerie in profondità nell'Asia Minore e nel 674-678 assediarono la stessa Costantinopoli. La flotta araba venne infine respinta attraverso l'uso del fuoco greco e un armistizio di una trentina di anni venne firmato tra l'Impero e il califfato omayyade Comunque, le incursioni in Anatolia continuarono senza sosta e accelerarono la scomparsa della cultura urbana classica, con gli abitanti di molte città che si rinchiusero in aree molto più piccole all'interno delle mura della città vecchia o si spostarono interamente in fortezze vicine.. La stessa Costantinopoli perse gran parte dei propri abitanti, passando da 500000 a un numero compreso tra 40000 e 70000, e, come gli altri centri urbani, venne in parte ruralizzata. La città perse anche le spedizioni libere di grano nel 618, dopo che l'Egitto era caduto prima sotto i persiani e poi sotto gli arabi, e la distribuzione pubblica di grano cessò. Il vuoto lasciato dalla scomparsa delle vecchie istituzioni cittadine semi-autonome, venne colmato dal sistema Thema, che comportò la divisione dell'Asia Minore in "province" occupate da eserciti distinti che assunsero l'autorità civile e rispondevano direttamente all'amministrazione imperiale. Questo sistema può aver avuto le sue radici in alcune "misure" ad hoc adottate da Eraclio, ma nel corso del VII secolo si sviluppò in un nuovo sistema di governo imperiale.

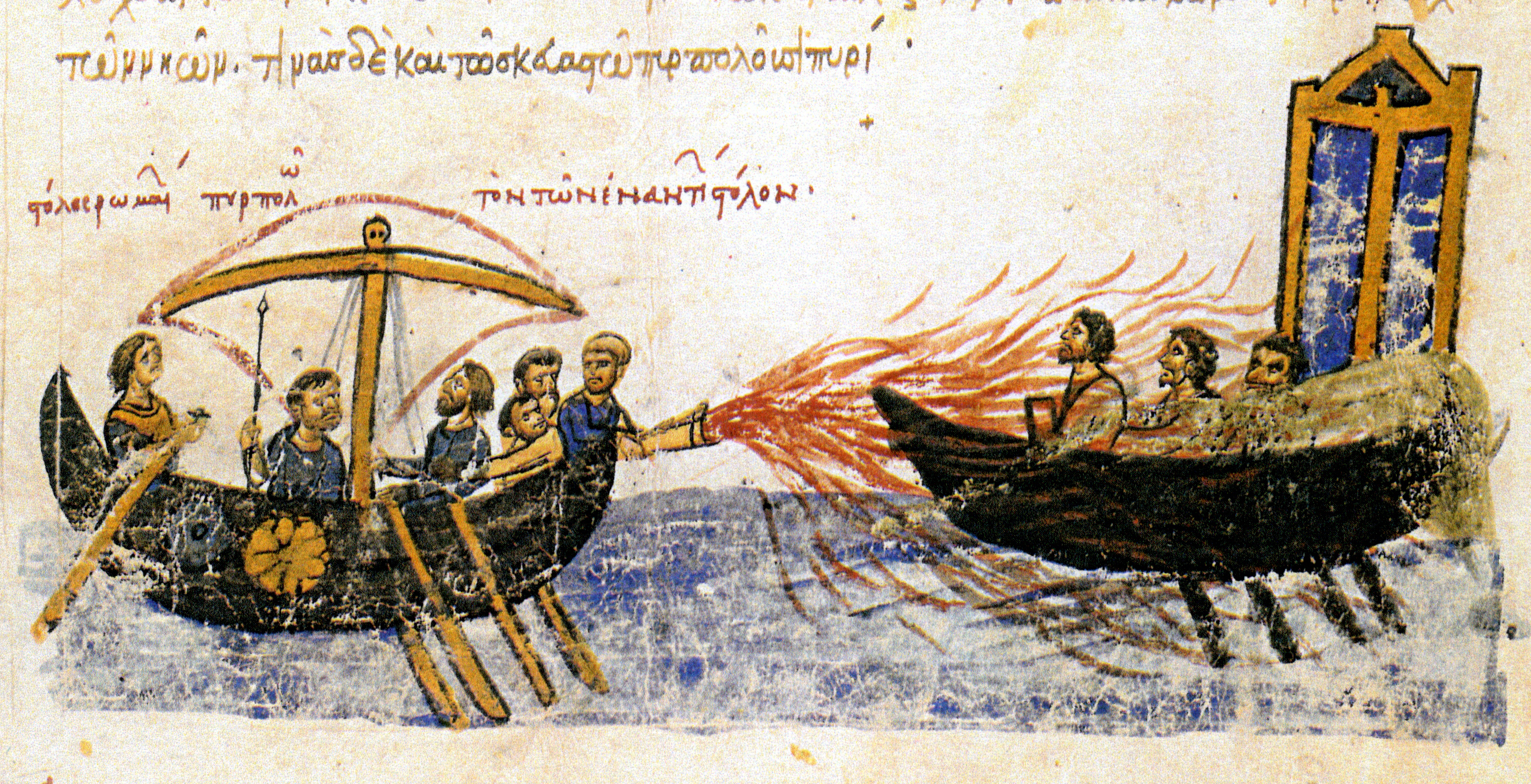
Il fuoco greco fu usato per la prima volta dalla marina bizantina durante le guerre arabo-bizantine (dallo Scilitze di Madrid)

Il ritiro di enormi quantità di truppe dai Balcani, per combattere i persiani e poi gli arabi nella zona orientale, aprì la porta ad una graduale espansione verso sud dei popoli slavi, e, come in Anatolia, molte città si ridussero a piccoli insediamenti fortificati. Negli anni 670 i Bulgari vennero spinti a sud del Danubio dall'arrivo dei Khazari, e nel 680 le forze bizantine, che erano state inviate a disperdere questi nuovi insediamenti, vennero sconfitte. L'anno dopo, Costantino IV firmò un trattato con il khan bulgaro Asparuch e il nuovo Stato bulgaro assunse la sovranità su alcune tribù slave che in passato, almeno nominalmente, avevano riconosciuto l'autorità dell'Impero bizantino. Nel 687–688, l'imperatore Giustiniano II guidò una spedizione contro gli Slavi e i Bulgari ottenendo risultati significativi, anche se il fatto che dovette farsi strada in Tracia e Macedonia dimostra quanto era decaduto il potere bizantino nel nord dei Balcani.
L'unica città bizantina che rimase relativamente inalterata, nonostante un calo significativo della popolazione e almeno due focolai di peste, fu Costantinopoli. Tuttavia, la capitale imperiale venne caratterizzata da una serie di conflitti, sia politici che religiosi. Costante II proseguì la politica monotelita del nonno, Eraclio, incontrando una notevole opposizione da parte dei laici e del clero. Gli oppositori più accesi, Massimo il Confessore e papa Martino I vennero arrestati, portati a Costantinopoli, torturati ed esiliati. Costante sembra fosse diventato immensamente impopolare nella capitale e trasferì la propria residenza a Siracusa, dove venne assassinato da un membro della sua corte. Nel VII secolo il Senato visse una rinascita della sua importanza e si scontrò con gli imperatori in numerose occasioni. L'ultimo imperatore della dinastia eracliana, Giustiniano II, tentò di spezzare il potere dell'aristocrazia urbana attraverso la tassazione severa e la nomina di "esterni" ai posti amministrativi. Egli fu cacciato dal potere nel 695, e si rifugiò prima presso i Cazari e poi presso i Bulgari. Nel 705 tornò a Costantinopoli con gli eserciti del Khan bulgaro Tervel, riconquistò il trono e istituì un regime di terrore contro i suoi nemici. Con la sua caduta finale, nel 711, ad opera, ancora una volta, della nobiltà urbana, la dinastia eracliana si concluse.
Il VII secolo fu un periodo di trasformazione radicale. L'impero che un tempo si estendeva dalla Spagna a Gerusalemme, era ormai ridotto all'Anatolia, Cherson e ad alcuni frammenti d'Italia e dei Balcani. Le perdite territoriali erano state accompagnate da un cambiamento culturale; la civiltà urbana era scomparsa in maniera massiccia, i generi letterari classici vennero abbandonati in favore di trattati teologici, ed un nuovo stile "radicalmente astratto" emerse nelle arti visuali. Che l'Impero sia sopravvissuto a questo periodo risulta a tutti un po' sorprendente, soprattutto in considerazione del crollo totale dei Sasanidi a fronte dell'espansione araba, ma una riorganizzazione militare straordinariamente coerente aiutò a resistere alle pressioni esterne e gettò le basi per l'espansione della seguente dinastia. Tuttavia, la massiccia ristrutturazione culturale e istituzionale dell'Impero conseguente alla perdita di territorio, nel VII secolo, causò una rottura decisiva nella romanità del Mediterraneo orientale e lo Stato bizantino venne successivamente considerato come un altro Stato piuttosto che una vera e propria continuazione dell'impero romano.

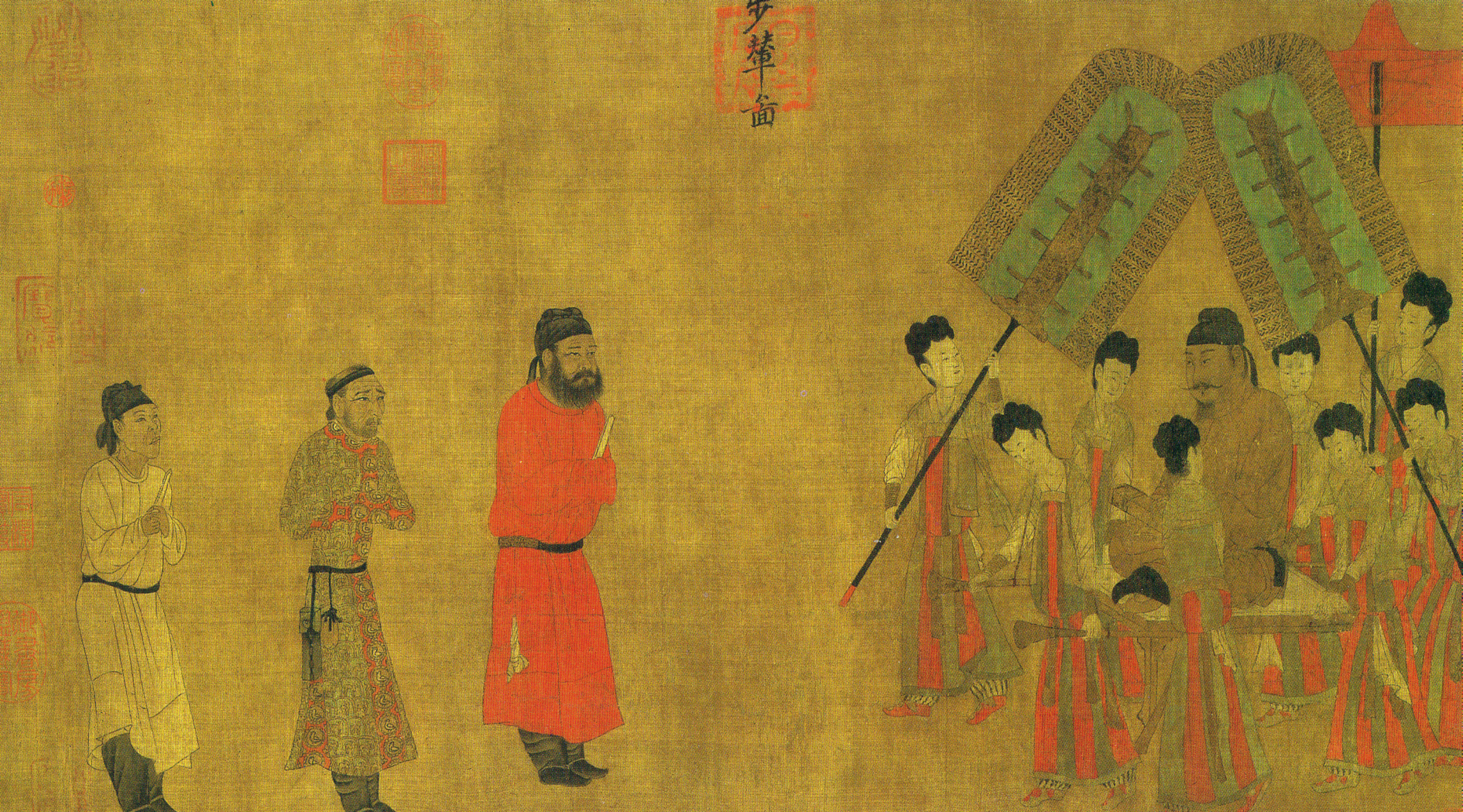
L'imperatore Taizong di Tang (626–649) da un'udienza a Gar Tongtsen Yulsung, ambasciatore dell'Impero tibetano, in un dipinto dell'artista di corte della dinastia Tang, Yan Liben (600–673)

Sembra ci siano state anche interazioni tra l'impero bizantino e la Cina in quel tempo. Lo storico greco-bizantino Procopio dichiarò che due monaci cristiani nestoriani scoprirono come veniva fabbricata la seta. A seguito della rivelazione di questi monaci, Giustiniano I inviò delle spie, sulla via della seta tra Costantinopoli e la Cina, per contrabbandare uova di baco da seta nell'Impero bizantino Ciò comportò la produzione di seta nel Mediterraneo, in particolare in Tracia, nel nord della Grecia, dando così all'impero bizantino il monopolio della produzione della seta nell'Europa medievale, almeno fino alla perdita dei suoi territori nel sud dell'Italia. Lo storico bizantino Teofilatto Simocatta, scrivendo durante il regno di Eraclio I (610-641), trasmise informazioni sulla geografia della Cina, sulla sua capitale Khubdan ( antico turco: Khumdan, vale a dire Chang'an), sul sovrano dell'epoca Taisson il cui nome significa "Figlio di Dio" (Tianzi, anche se questo potrebbe essere derivato dal nome di Tai Zong), e giustamente rilevato alla sua riunificazione da parte della dinastia Sui (581-618) durante il regno di Maurizio, sottolineando che la Cina era stata precedentemente divisa politicamente lungo il fiume Yangzi da due nazioni in guerra. Questo sembra corrispondere alla conquista della dinastia Chen nel sud della Cina da parte di Sui Wendi (581-604). I cinesi Vecchio libro di Tang e Nuovo libro di Tang menzionano diverse ambascerie fatte da Fu lin a Bisanzio, che essi equiparavano a Da Qin (cioè l'Impero romano), inviando, a partire dal 643, un'ambasciata, da parte di re Boduoli (波多力, cioè  Costante II Pogonato) a Taizong della Tang, portando doni come vetro rosso. Queste storie fornivano anche una descrizione superficiale di Costantinopoli e delle sue mura e di come fu assediata dai Da shi (大食, gli arabi del califfato omayyade) e dal loro comandante "Mo-yi" (摩拽伐之; cioè Mu'awiya ibn Abi Sufyan, governatore della Siria, prima di diventare califfo), che li obbligò a pagare un tributo. Henry Yule sottolineò il fatto che Yazdgard III (632–651), l'ultimo sovrano dei Sasanidi, inviò diplomatici in Cina per assicurarsi l'aiuto di Taizong (considerato il sovrano di Fergana in Asia centrale) durante la perdita del territorio centrale persiano ad opera dell'islamico califfato dei Rashidun, che avrebbe potuto spingere i bizantini ad inviare ambasciatori in Cina, tra la loro recente perdita della Siria ad opera dei musulmani. Fonti cinesi di Tang registrano anche come il principe sasanide Peroz III (636-679) chiese asilo a Tang dopo la conquista della Persia da parte dell'emergente califfato islamico. Altre ambascerie bizantine, nella Cina di Tang, sono registrate come arrivate nel 711, 719 e 742. Dal Wenxian Tongkao (fonte cinese) è noto che Michele VII Ducas (Mie li sha ling kai sa 滅力沙靈改撒) di Fu lin inviò una missione in Cina (dinastia Song) che giunse nel 1081, durante il regno dell'imperatore Shenzong dei Song.

## Dinastia isauriana e iconoclastia

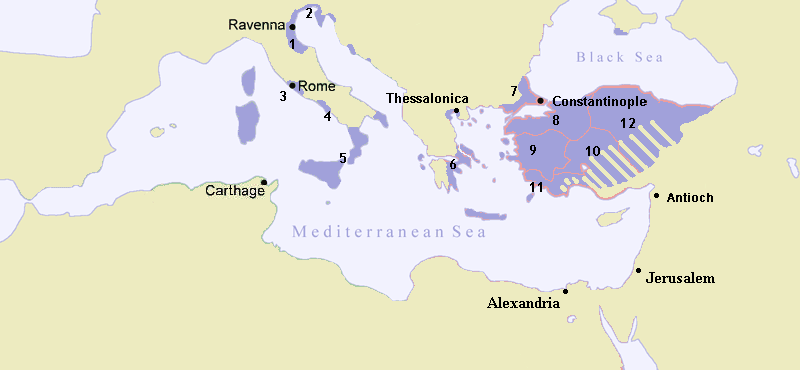
L'Impero bizantino al momento della salita al trono di Leone III, c. 717. La zona a strisce indica l'area delle incursioni arabe.

Leone III Isaurico (717–741) restituì ai musulmani l'attacco del 718 ed ottenne una vittoria con l'aiuto del khan bulgaro Tervel, che uccise 32000 arabi nel 740. Le incursioni degli arabi contro i bizantini furono una costante per l'Impero durante il regno di Leone III. Tuttavia, la minaccia degli arabi non sarebbe mai più stata così grande come durante questo primo attacco del regno di Leone. In meno di dodici anni, Leone Isaurico si era innalzato dallo stato di semplice contadino siriano a quello di imperatore bizantino, riorganizzando e consolidando i thema in Asia Minore. Nel 726 ordinò la rimozione della grande icona dorata di Cristo che decorava la porta di chalke, o vestibolo del Gran Palazzo di Bisanzio, che deve il suo nome alla parola bronzo in lingua greca (chalke) e alle grandi porte in bronzo che costituivano l'ingresso cerimoniale al Gran Palazzo. Costruita durante il regno di Anastasio I (491–518), la porta di chalke era stata fatta costruire per celebrare la vittoria bizantina nella guerra isaurica del 492–497. La porta era poi stata distrutta nel corso della Rivolta di Nika del 532. Quando venne ricostruita da Giustiniano I (527-565) e da sua moglie Teodora, una grande statua dorata di Cristo venne posizionata alla sua sommità. 
All'inizio dell'VIII secolo sorse, tra alcune persone, la sensazione che le statue e i dipinti religiosi che decoravano le chiese, anziché rappresentare la divinità, stessero diventando loro stesse oggetto di culto, interferendo con il loro reale scopo. Per questo sorse un movimento " iconoclasta" che cercò di "purificare" la Chiesa distruggendo tutte le icone religiose, iniziando dall'icona più rappresentativa di tutta Bisanzio: il Cristo dorato sulla porta di chalke. L'iconoclastia era più diffusa tra le persone dell'Anatolia e del Levante piuttosto che nella parte europea dell'impero bizantino e, anche se Leone III era siriano, non vi è alcuna prova che avesse tendenze a favore dell'iconoclastia. L'ordine di Leone per la rimozione del Cristo dorato e la sua sostituzione con una semplice croce fu motivato dalla necessità di placare la crescente ondata di contestazione popolare verso tutte le icone religiose. Nel 730 Leone III emanò un editto che rese ufficiale l'iconoclastia in tutto l'Impero e così, la distruzione del Cristo dorato nel 726, segnò l'inizio del periodo della storia bizantina conosciuto come primo periodo iconoclasta. L'iconoclastia rimase una tendenza presente in tutti i regni dei successori di Leone III e in particolar modo in quello del figlio, Costantino V, la cui politica iconoclasta causò una rivolta, nel 742, guidata dall'iconodulo Artavasde che rovesciò Costantino V e governò come imperatore per pochi di mesi prima che quest'ultimo riprese il potere.
Il figlio di Leone III, Costantino V (741–775) ottenne diverse vittorie nel nord della Siria e fu in grado di ridurre la forza bulgara durante il suo regno. Come Costantino V, anche il figlio Leone IV (775-780) fu un iconoclasta, a differenza della moglie Irene che ebbe propensioni per l'iconodulia e approvò statue e immagini religiose. Alla morte di Leone IV, nel 780, salì al trono il suo figlio decenne, Costantino VI (780-797), sotto la reggenza della madre. Tuttavia, prima che Costantino potesse giungere all'età di governare, la madre usurpò il trono. Irene (797-802) ripristinò una politica di iconodulia e nel 787, riunito il Concilio di Nicea, l'iconodulismo divenne la politica ufficiale della chiesa, concludendo la "prima iconoclastia" durata dal 726 al 787. Iniziò quindi un periodo intermedio di iconodulismo che sarebbe durato attraverso i regni di Irene e dei suoi successori Niceforo I (802-811), Stauracio (811) e Michele I Rangabe (811-813).
All'inizio del IX secolo gli arabi conquistarono Creta e attaccarono con successo la Sicilia, ma il 3 settembre 863, il generale Petronas ottenne una grande vittoria alla battaglia di Lalakaon contro l'emiro di Melitene. Sotto la guida di Krum riemerse la minaccia bulgara, ma nel 814 il figlio di Krum, Omurtag organizzò una pace con l'Impero bizantino.
Come detto sopra, l'VIII e il IX secolo furono dominati da polemiche e divisioni religiose per via dell'iconoclastia. Inoltre, come osservato in precedenza, le icone erano state vietate da Leone III e da Costantino V, portando a delle rivolte in tutto l'Impero da parte dei sostenitori dell'iconodulia. Dopo gli sforzi dell'imperatrice Irene, il secondo concilio di Nicea, del 787, affermò che le icone potevano essere venerate ma non adorate.
Irene fece grandi sforzi per debellare l'iconoclastia da ogni parte dell'impero, compresi i ranghi dell'esercito. Durante il regno di Irene gli arabi continuarono a razziare e spogliare le piccole aziende agricole della parte anatolica dell'Impero. Questi piccoli agricoltori avevano degli obblighi militari verso il trono bizantino. In effetti, l'esercito bizantino e la difesa dell'Impero era in gran parte basata su tale obbligo e sugli agricoltori dell'Anatolia. La politica iconodula spinse questi agricoltori fuori dell'esercito e quindi anche le loro aziende agricole. Così, l'esercito venne indebolito e non fu più in grado di proteggere l'Anatolia dalle incursioni arabe. Molti dei restanti contadini dell'Anatolia furono cacciati dalle fattorie per trasferirsi nella città di Bisanzio, riducendo così ulteriormente la capacità dell'esercito di aumentare il numero dei soldati. Inoltre, le fattorie abbandonate uscivano dai ruoli fiscali e ridussero la quantità di tasse ricevute dal governo. Queste aziende vennero rilevate dal più grande proprietario terriero dell'impero-bizantino, i monasteri. Per rendere la situazione ancora peggiore, Irene aveva esentato tutti i monasteri dal pagamento di ogni imposta.
Data la rovina finanziaria in cui stava cadendo l'impero, non c'è da meravigliarsi, che Irene sia stata deposta dal suo stesso logoteta del Tesoro. Il capo di questa rivolta contro Irene, la sostituì sul trono bizantino, sotto il nome di Niceforo I.
Niceforo I (802–811) era di origine araba. Anche se si mosse immediatamente per impostare l'economia bizantina su una migliore base finanziaria annullando le esenzioni fiscali di Irene, rafforzando l'esercito e reintegrando i piccoli proprietari di terra indigenti, tuttavia, continuò la politica iconodula di Irene. Niceforo I venne ucciso nell'811, mentre combatteva i bulgari comandati dal loro re Krum. Il figlio di Niceforo e successore al trono, Stauracio (811), fu gravemente ferito nella stessa battaglia e morì appena sei mesi dopo. La figlia di Niceforo I, Procopia, era sposata con Michele I che era diventato il nuovo imperatore.
Irene si dice che avesse cercato di negoziare un matrimonio tra lei e Carlo Magno, ma, secondo Teofane Confessore, la cosa venne frustrata da Aetios, uno dei suoi favoriti. Durante il regno di Michele I (811-813) vennero messe in atto iniziative di politica estera che coinvolsero, ancora una volta, Carlo Magno. Da quando era stato incoronato imperatore da papa Leone III il giorno di Natale dell'800 a Roma, Carlo Magno aveva avanzato delle pretese sull'Impero d'Oriente. Niceforo I aveva rifiutato di riconoscere la posizione di Carlo Magno e aveva semplicemente ignorato queste rivendicazioni. Questo atteggiamento inflessibile da parte di Niceforo aveva portato ad una guerra navale contro i Franchi, che indirettamente portò alla separazione ufficiale della Repubblica di Venezia dall'Impero bizantino. In realtà, Venezia aveva agito sotto un'indipendenza "de facto" dal 727. Questa indipendenza era stata riconosciuta dalla Pax Nicephori dell'802. Tuttavia, nonostante questa indipendenza, Venezia era ufficialmente rimasta una parte dell'Impero bizantino fino all'811.
La minaccia rappresentata dai bulgari sotto il loro re Krum, che era diventata molto evidente nella crisi dell'811, costrinse Michele I a ritrattare la politica di non riconoscimento di Carlo Magno. Come notato sopra, Niceforo I era morto in battaglia nell'811 e suo figlio, Stauracio, era stato gravemente ferito nella stessa battaglia e morì poco tempo dopo nello stesso anno. La minaccia bulgara consigliò a Michele I di modificare radicalmente la politica di Niceforo. Decise pertanto di riconoscere Carlo Magno e aprì negoziati di pace con lui, al fine di evitare la guerra sia con i Franchi sotto Carlo Magno che con i bulgari. Questa inversione della politica e l'accordo raggiunto con Carlo Magno ebbero implicazioni a lungo raggio. Secondo i termini del trattato fra Carlo Magno e l'impero bizantino, questi ricevette il riconoscimento del suo titolo imperiale sulle terre d'Occidente e, in cambio, lasciò cadere tutte le sue pretese sul trono o qualsiasi parte dell'Impero bizantino. Questo trattato dell'811 rappresentò uno spartiacque. Fino a questa data, nonostante i secoli di separazione, era sempre rimasta la vana speranza che le due parti dell'antico impero romano potessero eventualmente essere riunite. Dall'811 questa speranza venne definitivamente abbandonata. Non c'era più alcuna speranza o idea di fondere le due parti dell'antico impero romano.
Michele I fu costretto a firmare questo trattato con Carlo Magno a causa della minaccia bulgara. La sua incapacità di raggiungere il successo contro i bulgari avrebbe causato una rivolta contro di lui, che sarebbe finita con la perdita del regno nell'813. I militari si sollevarono contro Michele I e il capo di questa rivolta fu il comandante armeno dell'esercito che avrebbe preso il trono con il nome di Leone V.

## Dinastia amoriana
Nell'813 Leone V l'Armeno (813–820) restaurò l'iconoclastia. Questo evento diede inizio al periodo della storia chiamato "seconda iconclastia", che sarebbe durato dall'813 fino all'842. Solo nell'843, l'imperatrice Teodora avrebbe ristabilito la venerazione delle icone con l'aiuto del patriarca Metodio I. L'iconoclastia ebbe la sua parte per l'ulteriore allontanamento dell'Oriente dall'Occidente, che peggiorò durante il cosiddetto scisma foziano, quando papa Niccolò I sfidò il patriarca Fozio per l'elevazione di Costantinopoli a patriarcato.
Tuttavia, l'iconoclastia potrebbe essere stata influente nella crescita del feudalesimo nell'impero bizantino. Il feudalesimo venne caratterizzato e, anzi, definito come il declino del potere governativo centrale, consegnato ai grandi proprietari terrieri locali. In ogni località questi individui divennero il nuovo potere governativo sulla gente comune che lavorava e viveva nella zona. I titolari dei terreni avevano solo un dovere di servizio militare nei confronti del governo centrale, quando erano chiamati dall'autorità imperiale. Questo dovere era chiamato patronato e in cambio ai titolari di terra era concessa immunità nel loro dominio. Fin dal regno dell'imperatore Alessandro Severo (222-235), le terre sulle frontiere dell'impero romano sottratte ai nemici, venivano concesse ai soldati romani e ai loro eredi, a condizione dell'obbligo del servizio militare a favore dell'imperatore, e questa concessione era anche ereditaria a condizione che le terre non fossero mai vendute, ma rimasero alla famiglia. Questo fu il vero inizio del feudalesimo nell'impero bizantino. Con l'avvento dell'iconolastia, molti monasteri vennero spogliati e le terre della chiesa vennero acquisite dall'imperatore. Queste terre vennero poi consegnate ai privati a fronte del solo dovere del servizio militare a favore dell'imperatore. Come notato sopra, alcune di queste terre vennero restituite ai monasteri sotto l'imperatrice Irene. Tuttavia, il feudalesimo aveva permesso di mettere le radici al controllo privato di queste terre dei monasteri.

## Dinastia macedone e rinascita

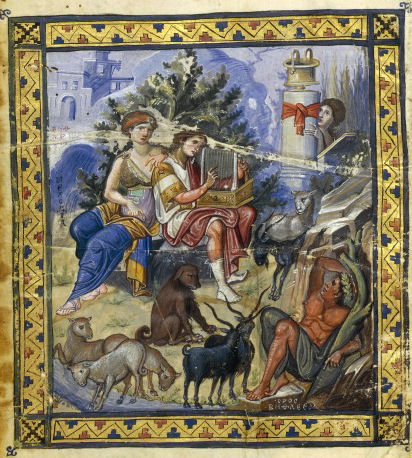
I successi militari del X secolo si unirono ad una rinascita culturale, nota come rinascenza macedone. Miniatura dal salterio di Parigi, un esempio di influenza ellenistica sulla tradizione dell'arte romana.

L'impero bizantino raggiunse il suo apice sotto la dinastia dei Macedoni, imperatori di origine armena e greca, dalla fine del IX secolo all'inizio dell'XI, quando ottenne il controllo del Mare Adriatico, del sud d'Italia e di tutto il territorio dello zar Samuele di Bulgaria. Le città dell'impero si ampliarono e il benessere si diffuse in tutte le province a seguito della sicurezza ritrovata. La popolazione aumentò e altrettanto avvenne della produzione, stimolando nuova domanda ma anche aiutando a promuovere il commercio. Culturalmente, ci fu una notevole crescita in materia di istruzione e di apprendimento. I testi antichi vennero conservati e pazientemente ricopiati. Fiorì l'arte bizantina e vennero creati grandi mosaici che andarono ad abbellire gli interni delle molte nuove chiese. Anche se l'impero era significativamente più piccolo che durante il regno di Giustiniano, era anche più forte, poiché i territori rimanenti erano più concentrati e più politicamente e culturalmente integrati.

### Sviluppi interni
Anche se tradizionalmente attribuito a Basilio I (867-886), l'inizio della dinastia macedone, con la rinascenza macedone è stato più di recente attribuito alle riforme del suo predecessore, Michele III (842-867) e al consigliere di sua moglie, l'erudito Teoctisto. Quest'ultimo, in particolare, favorì la diffusione della cultura nella corte e, con una politica finanziaria attenta, fece costantemente aumentare le riserve d'oro dell'Impero. L'ascesa della dinastia macedone coincise con sviluppi interni che rafforzarono l'unità religiosa dell'impero. Il movimento iconoclasta stava vivendo un rapido declino: questo favorì la sua soppressione morbida e la riconciliazione del conflitto religioso che aveva prosciugato le risorse imperiali nei secoli precedenti. Nonostante le sconfitte tattiche occasionali, la situazione amministrativa, legislativa, culturale ed economica continuò a migliorare sotto i successori di Basilio, soprattutto con Romano I Lecapeno (920-944). Il sistema dei thema raggiunse la sua forma definitiva in questo periodo. Una volta che il governo era al sicuro e le terre dei monasteri e i loro privilegi nuovamente restaurati, l'istituzione chiesa, ancora una volta, divenne una forte sostenitrice leale della causa imperiale. La maggior parte degli imperatori macedoni (867-1056) furono contrari agli interessi dell'aristocrazia e crearono molte leggi per proteggere i piccoli proprietari terrieri in contrasto con l'aristocrazia. Prima dell'avvento degli imperatori macedoni, i grandi proprietari terrieri avevano creato una forza di controllo nella società ed erano proprietari della maggior parte dei terreni agricoli. Dal momento che i proprietari del terreno avevano degli obblighi militari nei confronti del trono bizantino, un gran numero di piccoli proprietari terrieri crearono degli eserciti più grandi di quanto non facesse un piccolo numero di grandi proprietari terrieri. Così i piccoli proprietari terrieri crearono una forza militare più forte per l'Impero. Queste politiche favorevoli degli imperatori macedoni contribuirono alla crescente capacità degli stessi di fare la guerra contro gli arabi.

### Guerre contro i musulmani

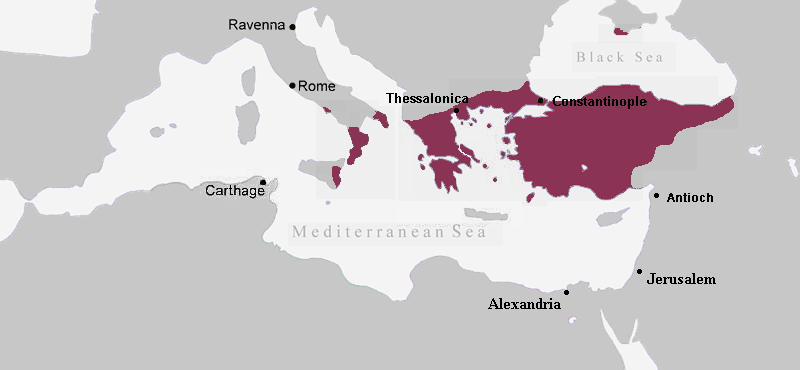
L'Impero bizantino, c. 867

Nell'867, l'impero aveva nuovamente stabilizzato la propria posizione sia ad Oriente che ad Occidente e l'efficienza della sua struttura militare difensiva consentiva ai suoi imperatori di iniziare la pianificazione di guerre per la riconquista dell'Oriente. Il processo di riconquista iniziò con alterne fortune. La riconquista temporanea di Creta (843) fu seguita da una sconfitta bizantina sul Bosforo, mentre gli imperatori non erano in grado di impedire la conquista musulmana in corso in Sicilia (827-902). Utilizzando l'odierna Tunisia come trampolino di lancio, i musulmani conquistarono Palermo nell'831, Messina nell'842, Enna nell'859, Siracusa nell'878, Catania nel 900 e la fortezza bizantina finale, la rocca di Taormina, nel 902.
Questi insuccessi vennero successivamente controbilanciati da una spedizione vittoriosa contro Damietta in Egitto (856), dalla sconfitta dell'emiro di Melitene (863), dalla conferma dell'autorità imperiale sopra la Dalmazia (867) e dalle offensive di Basilio I verso l'Eufrate (anni 870). A differenza del deterioramento della situazione in Sicilia, Basilio I gestì abbastanza bene la situazione nel sud d'Italia e la provincia rimase in mani bizantine per i successivi 200 anni.
Nei primi anni del regno di Basilio I, le incursioni arabe sulle coste della Dalmazia furono respinte con successo, e la regione ancora una volta rimase sicura sotto il controllo bizantino. Ciò permise ai missionari bizantini di penetrare verso l'interno e convertire al cristianesimo ortodosso i Serbi e i principati delle moderne Erzegovina e Montenegro. Il tentativo di riprendere Malta si concluse in modo disastroso, quando la popolazione locale si schierò con gli arabi e massacrò la guarnigione bizantina. Al contrario la posizione bizantina nel Sud dell'Italia si andò gradualmente consolidando in modo che entro l'873 Bari era ancora una volta tornata sotto il dominio bizantino, e la maggior parte del Sud d'Italia sarebbe rimasta nell'impero per i successivi due secoli. Sul più importante fronte orientale l'impero ricostruì le sue difese e continuò l'offensiva. I pauliciani vennero sconfitti e la loro capitale, Tephrike (Divrigi), conquistata, mentre l'offensiva contro il califfato abbaside ebbe inizio con la riconquista di Samosata.
Sotto Michele, figlio e successore di Leone VI il Saggio, continuarono le conquiste in Oriente contro l'ormai debole califfato abbaside. Tuttavia la Sicilia era stata persa a favore degli arabi nel 902 e nel 904 anche Salonicco, la seconda città dell'Impero, fu saccheggiata da una flotta araba. La debolezza dell'impero in ambito navale venne rapidamente risolta, tanto che in pochi anni una flotta bizantina aveva rioccupato Cipro, persa nel VII secolo, e anche preso d'assalto Laodicea in Siria. Nonostante questa vendetta, i bizantini non erano ancora in grado di infliggere un colpo decisivo ai musulmani, che sconfissero pesantemente le forze imperiali quando tentarono di riconquistare Creta nel 911.
La morte dello zar bulgaro Simeone I, nel 927 indebolì severamente i bulgari, permettendo ai bizantini di concentrarsi sulle frontiere orientali. La situazione ai confini con i territori arabi rimase fluida, con i bizantini che continuavano ad alternare l'offensiva alla difesa. I Variaghi (più tardi conosciuti come i russi), che attaccarono Costantinopoli per la prima volta nell'860, costituirono una nuova sfida. Nel 941 i russi apparvero sulla sponda asiatica del Bosforo, ma questa volta vennero schiacciati, a dimostrazione dei miglioramenti dell'esercito bizantino dopo il 907, quando solo la diplomazia era stata in grado di respingere gli invasori. Colui che vinse i Variaghi (russi) era il famoso generale Giovanni Curcuas, che continuò l'offensiva con altre vittorie degne di nota in Mesopotamia (943). Queste vittorie bizantine culminarono nella riconquista di Edessa (944), che fu particolarmente celebrata per il ritorno a Costantinopoli del venerato Mandylion, una reliquia presumibilmente impressa con un ritratto di Gesù.
Gli imperatori-soldato Niceforo II Foca (963–969) e Giovanni I Zimisce (969–976) espansero l'impero fino alla Siria, sconfiggendo gli emiri del nord-ovest Iraq e riconquistando Creta e Cipro. A un certo punto, sotto Giovanni, gli eserciti dell'impero minacciarono anche Gerusalemme, molto più a sud. L'emirato di Aleppo e i suoi vicini divennero vassalli dell'impero ad Oriente, dove la più grande minaccia era il califfo Hakim dei Fatimidi. Dopo molte campagne, l'ultima minaccia araba a Bisanzio fu neutralizzata quando Basilio II Bulgaroctono inviò rapidamente 40.000 cavalieri per alleviare la pressione sulla Siria romana. Con una maggioranza di risorse e di vittorie grazie alle campagne contro bulgari e siriani, Basilio II programmò una spedizione contro la Sicilia per riprenderla agli arabi. Dopo la sua morte, nel 1025, la spedizione partì negli anni 1040 e venne accolta con iniziale ma stentato successo.

### Guerre contro i bulgari

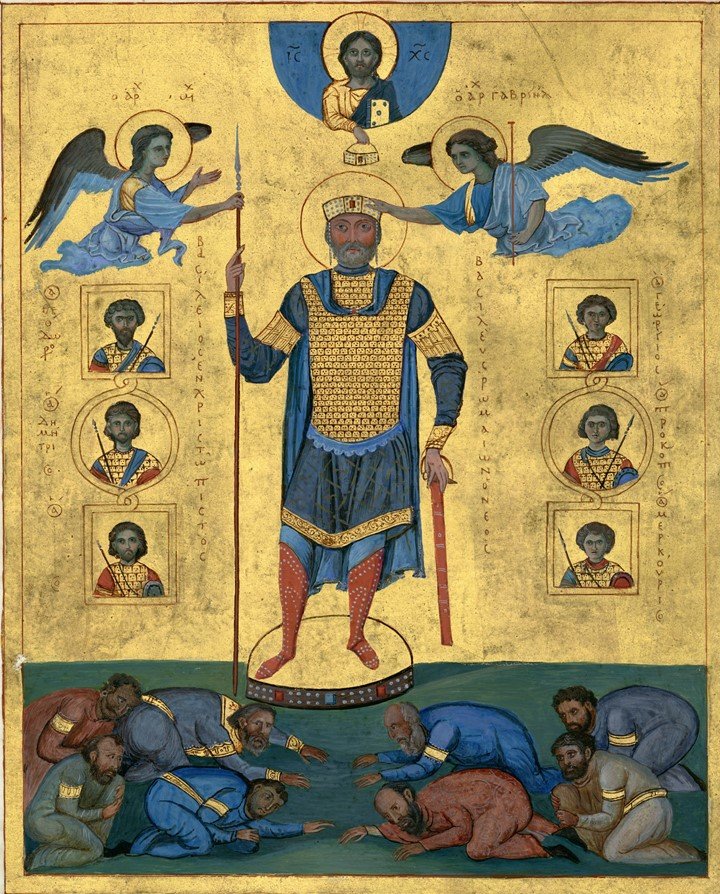
L'imperatore Basilio II, l'uccisore dei bulgari (976–1025)

La lotta tradizionale con la Santa Sede continuò per tutto il periodo macedone, stimolata dalla domanda di supremazia religiosa sopra il nuovo stato cristianizzato della Bulgaria. Dopo ottant'anni di pace tra i due stati, il potente zar bulgaro Simeone I invase l'impero nell'894, ma venne respinto dai bizantini, che usarono la loro flotta per navigare fino al Mar Nero ed attaccare alle spalle la Bulgaria, con il sostegno degli ungheresi. I bizantini furono sconfitti alla battaglia di Bulgarofigo nell'896, tuttavia, accettarono di pagare delle sovvenzioni annuali ai bulgari.
Leone il Saggio morì nel 912 e ripresero subito le ostilità in quanto Simeone marciò su Costantinopoli alla testa di un grande esercito. Anche se le mura della città erano inespugnabili, l'amministrazione bizantina era in disordine e Simeone venne invitato in città, dove gli fu concessa la corona di basileus (imperatore) della Bulgaria e il giovane imperatore Costantino VII sposò una delle sue figlie. Quando una rivolta a Costantinopoli fermò il suo progetto dinastico, invase di nuovo la Tracia e conquistò Adrianopoli. L'Impero era ora di fronte al problema di un potente Stato cristiano a pochi giorni di marcia da Costantinopoli, oltre a dover combattere su due fronti.
Una grande spedizione imperiale sotto Leone Foca e Romano I Lecapeno si concluse con un'altra schiacciante sconfitta bizantina alla battaglia di Anchialo nel 917, e l'anno successivo i bulgari furono liberi di devastare il nord della Grecia. Adrianopoli fu saccheggiata di nuovo nel 923 e un esercito bulgaro assediò Costantinopoli nel 924. Simeone morì improvvisamente nel 927 e la potenza bulgara crollò con lui. La Bulgaria e Bisanzio entrarono in un lungo periodo di relazioni pacifiche, e l'Impero era ora libero di concentrarsi sul fronte orientale contro i musulmani. Nel 968, la Bulgaria venne invasa dai Rus' al comando di Svjatoslav I di Kiev, ma tre anni dopo, Giovanni I Zimisce sconfisse i Rus' e reincorporò la Bulgaria Orientale nell'impero bizantino.

L'impero sotto Basilio II

La resistenza bulgara rivisse sotto la guida della dinastia dei Cometopuli, ma il nuovo imperatore Basilio II (976-1025) fece della sottomissione dei bulgari il suo obiettivo principale. La prima spedizione di Basilio contro la Bulgaria però, comportò un'umiliante sconfitta alla battaglia delle Porte di Traiano. Negli anni successivi, l'imperatore si sarebbe preoccupato delle rivolte interne, nell'Anatolia, mentre i bulgari ampliavano il loro regno nei Balcani. La guerra si trascinò per quasi vent'anni. Le vittorie bizantine alle battaglie di Spercheo e Skopje indebolirono decisamente l'esercito bulgaro che fu catturato, e si dice che il 99 x 100 degli uomini vennero accecati, mentre il restante 1 x 100 venne lasciato con un solo occhio in modo che potesse guidare a casa gli altri suoi compatrioti. Quando lo zar Samuele vide i resti del suo esercito, morì di crepacuore. Entro il 1018, le ultime roccaforti bulgare si erano arrese e il paese divenne parte dell'impero. Questa vittoria epica ripristinò la frontiera del Danubio che non era stata tenuta fin dai tempi dell'imperatore Eraclio.

### Relazioni con i Rus' di Kiev

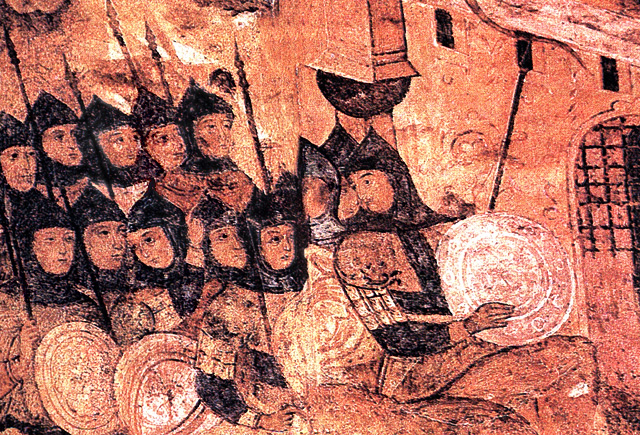
Rus' sotto le mura di Costantinopoli (860)

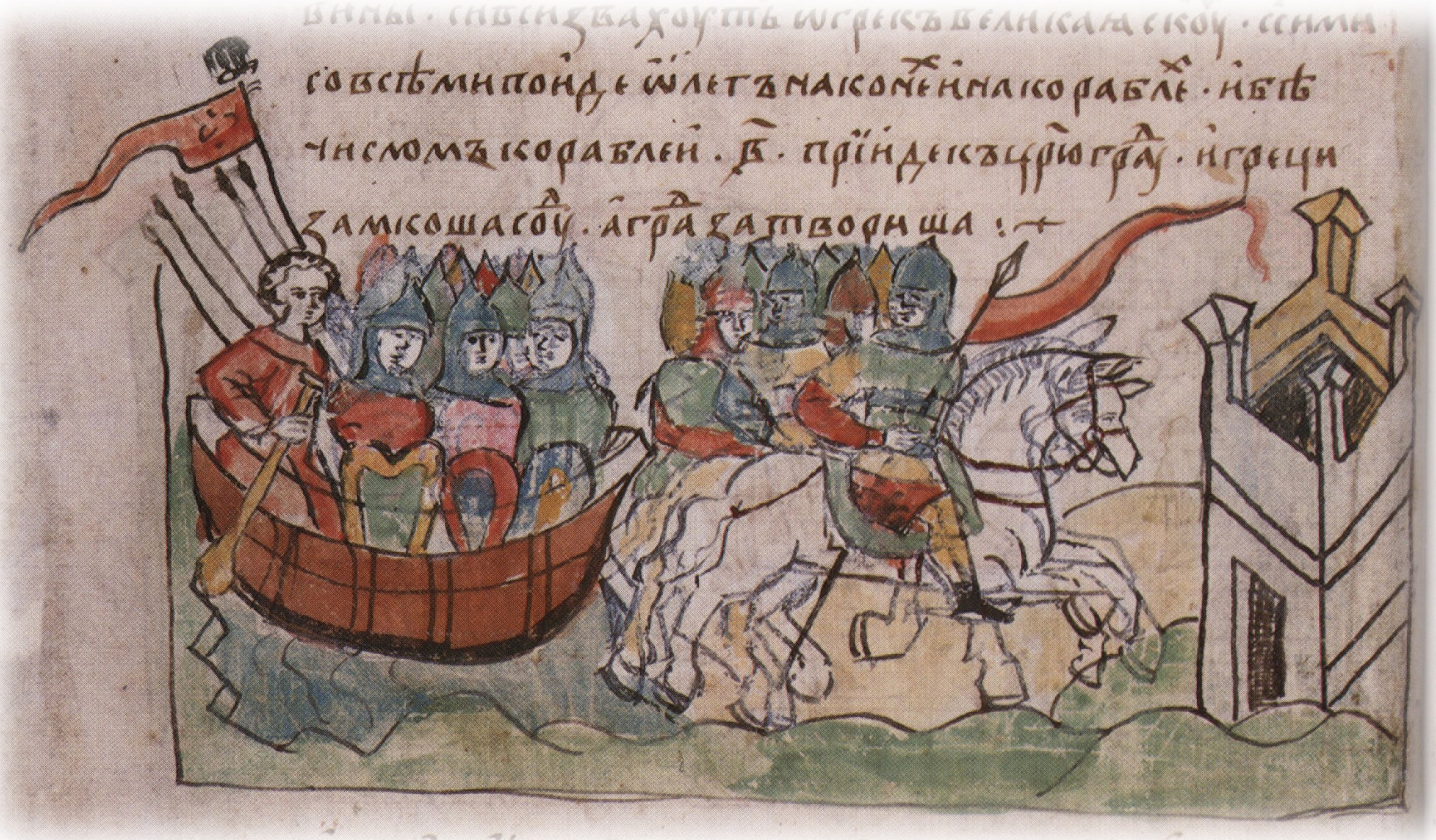
Il principe Oleg guida uno squadrone di barche trainate da cavalli sulle mura di Tsargrad. Codice miniato medievale Kiev Rus' (907)

Tra l'850 e il 1100 l'Impero sviluppò un rapporto misto con il nuovo stato Rus' di Kiev che emerse a nord attraverso il Mar Nero. L'impero bizantino divenne rapidamente il principale partner culturale e commerciale per Kiev. Dopo la cristianizzazione dei Rus' Vladimir il Grande chiamò molti architetti ed artisti per costruire numerose cattedrali e chiese, espandendo così sempre più l'influenza bizantina sul paese.
I principi di Kiev si sposavano spesso con membri della famiglia imperiale e i bizantini, a Costantinopoli, impiegavano spesso eserciti dei principi, in particolare quello di Vladimir il Grande presentatosi ai bizantini con la famosa Guardia variaga - un feroce esercito di mercenari scandinavi. Alcuni credono che fosse una conseguenza del matrimonio della sorella di Basilio, Anna Porfirogenita con Vladimir il Grande. Tuttavia, come risulta da Cronaca degli anni passati, il matrimonio fu realizzato in cambio della conversione dei Rus' all'Ortodossia e la creazione della Guardia variaga, anche se significativa, era stata solo un sottoprodotto di questo scambio.
Queste relazioni non furono sempre amichevoli. Durante questi 300 anni Costantinopoli e altre città bizantine vennero attaccate diverse volte dagli eserciti dei Rus' di Kiev (vedi Guerre Rus'-bizantine). Kiev non giunse mai a mettere in serio pericolo l'impero, ma queste guerre furono solo uno strumento per forzare i bizantini a firmare trattati commerciali sempre più favorevoli, i cui testi sono registrati nella Cronaca degli anni passati e riguardano il trattato Rus'-bizantino del 907 ed altri documenti storici. Costantinopoli, allo stesso tempo intratteneva relazioni con Rus' di Kiev, Bulgaria e Polonia, mettendo gli uni contro gli altri.
L'influenza bizantina sui Rus' di Kiev non può essere sottovalutata. Lo stile di scrittura bizantino divenne la regola per l'alfabeto cirillico, l'architettura bizantina dominò a Kiev e come principale partner commerciale, l'impero bizantino giocò un ruolo fondamentale nella creazione, ascesa e caduta dei Rus' di Kiev.

### Il periodo di massimo splendore

I thema dell'Impero bizantino alla morte di Basilio II nel 1025. A quel punto, l'impero era il più potente stato del Mediterraneo.

L'Impero romano allora si estendeva dall'Armenia ad Oriente, alla Calabria nel Sud d'Italia ad Occidente. Vennero ottenuti molti successi che andarono dalla conquista della Bulgaria, all'annessione di parti della Georgia e dell'Armenia, all'annientamento totale di una forza d'invasione egiziana nei pressi di Antiochia. Eppure anche queste vittorie non furono sufficienti; Basilio considerava la continua occupazione araba della Sicilia come un oltraggio. Di conseguenza, prevedeva di riconquistare l'isola, che era appartenuta all'impero per oltre 300 anni (c. 536- c. 900). Tuttavia, la sua morte nel 1025, pose termine al progetto.
Leone VI realizzò la codifica completa del diritto bizantino in lingua greca. Questa monumentale opera di 60 volumi divenne il fondamento di ogni diritto bizantino successivo ed è ancora studiata oggi. Leone riformò anche l'amministrazione dell'impero, ridisegnando i confini delle suddivisioni amministrative (thema) e mise in ordine il sistema dei ranghi e privilegi, oltre a definire il comportamento delle varie corporazioni di Costantinopoli. La riforma di Leone fece molto per ridurre la frammentazione precedente dell'Impero, che da allora in poi aveva un centro di potere, Costantinopoli. Tuttavia, il crescente successo militare dell'Impero arricchì notevolmente il potere della nobiltà provinciale rispetto ai contadini, che vennero sostanzialmente ridotti ad uno stato di servitù.
Sotto gli imperatori macedoni, la città di Costantinopoli fiorì, diventando la più grande e ricca città d'Europa, con una popolazione di circa 400.000 abitanti nei secoli IX e X. Durante questo periodo, l'Impero bizantino realizzò un forte servizio civile composto da aristocratici competenti che curarono la riscossione delle imposte, l'amministrazione nazionale e la politica estera. Gli imperatori macedoni aumentarono anche la ricchezza dell'impero, favorendo gli scambi con l'Europa occidentale, in particolare attraverso la vendita di seta e metalli.
L'XI secolo fu importante per i suoi eventi religiosi. Nel 1054, i rapporti all'interno della chiesa cristiana, tra orientali di lingua greca e tradizionalisti occidentali di lingua latina giunsero ad una crisi terminale. Anche se ci fu una dichiarazione formale di separazione istituzionale, il 16 luglio, quando tre legati pontifici entrarono nella Basilica di Santa Sofia durante la Divina liturgia del sabato pomeriggio e collocarono sull'altare una bolla papale di scomunica, il cosiddetto Grande Scisma era in realtà il culmine di secoli di separazione graduale. Anche se lo scisma fu originato da dispute dottrinali (in particolare, il rifiuto orientale di accettare la dottrina della Chiesa occidentale del filioque, o doppia processione dello Spirito Santo), controversie in materia di amministrazione e questioni politiche avevano covato per secoli. La separazione formale della Chiesa ortodossa orientale dall'occidentale Chiesa cattolica avrebbe avuto conseguenze di vasta portata per il futuro di Bisanzio.

## Crisi e frammentazione

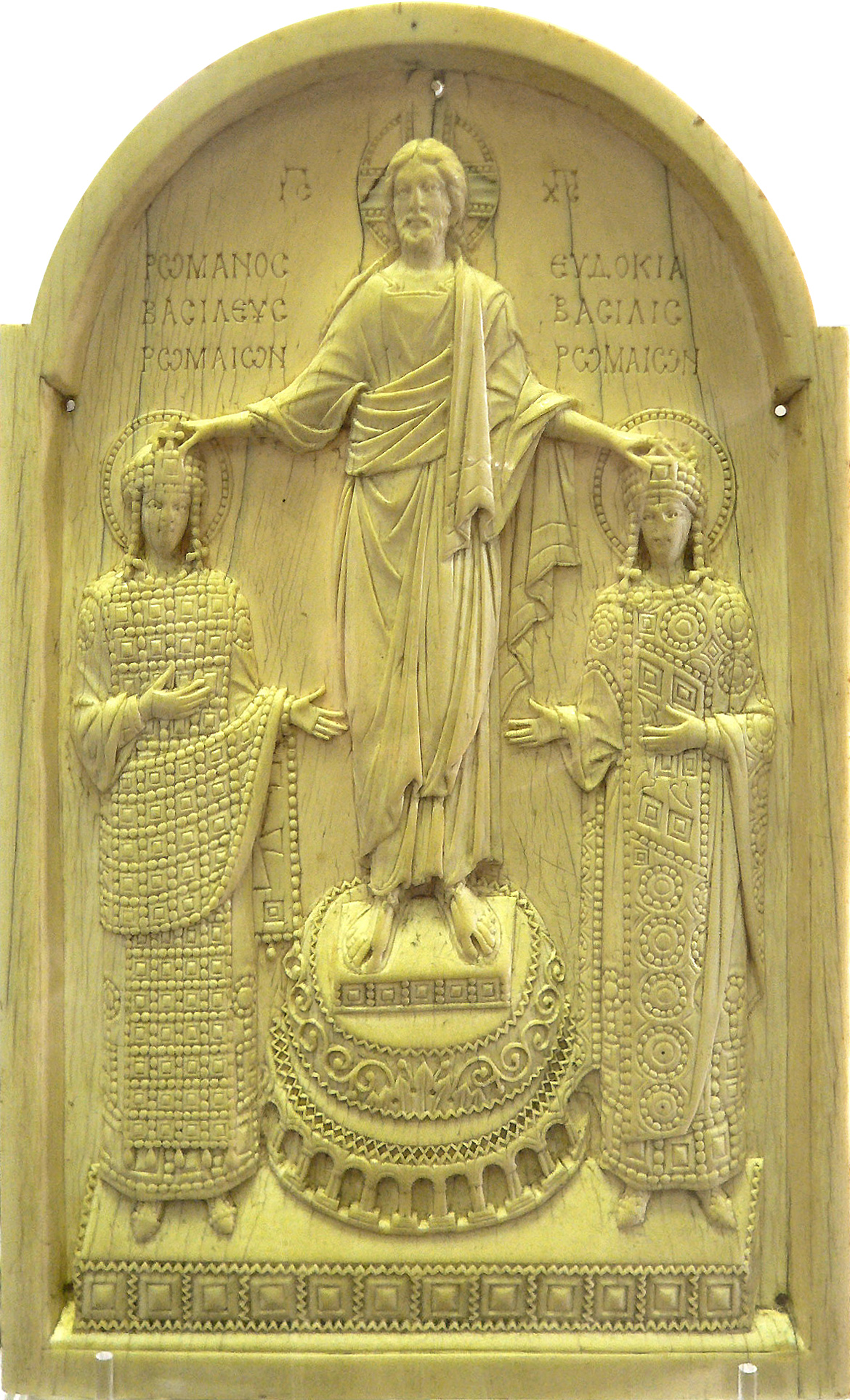
Dittico di Romano e Eudocia Macrembolitissa incoronati da Cristo (Biblioteca nazionale di Francia, Parigi).

Bisanzio cadde presto in un periodo di difficoltà, causato in gran parte dall'indebolimento del sistema dei thema e dalla negligenza dei militari. Niceforo II, Giovanni I e Basilio II cambiarono la struttura dell'esercito (in lingua greca τάγματα, Tagma) per dare una risposta rapida, soprattutto difensiva, all'esercito cittadino, con una compagine armata presidiata da mercenari. Tuttavia, i mercenari erano costosi e, poiché la minaccia d'invasione si allontanava, venne a cadere la necessità di mantenere grandi guarnigioni e fortificazioni costose. Basilio II lasciò un tesoro fiorente alla sua morte, ma trascurò di pianificare la sua successione. Nessuno dei suoi immediati successori aveva alcun particolare talento militare o politico e l'amministrazione dell'impero cadde nelle mani del servizio civile. Gli sforzi per rilanciare l'economia bizantina portarono solo dell'inflazione e una moneta d'oro degradata. L'esercito venne visto come una spesa inutile e una minaccia politica. Pertanto, le truppe indigene furono destituite e sostituite da mercenari stranieri con apposito contratto.

Mappa dell'Italia all'epoca dell'arrivo dei Normanni.

Allo stesso tempo, l'Impero dovette affrontare nuovi e ambiziosi nemici. Le province bizantine del sud d'Italia dovettero affrontare i Normanni, giunti in Italia agli inizi dell'XI secolo. Le forze alleate di Melo di Bari e dei Normanni furono sconfitte alla Battaglia di Canne nel 1018 e due decenni più tardi Michele IV il Paflagone realizzò una spedizione per la riconquista della Sicilia. Anche se la campagna fu inizialmente un successo, la riconquista della Sicilia non venne compiuta, soprattutto perché Giorgio Maniace, il comandante delle forze bizantine, venne richiamato quando fu sospettato di avere programmi ambiziosi. Nel corso di un periodo di lotte tra Costantinopoli e Roma, che si conclusero con il Grande Scisma del 1054, i Normanni cominciarono ad avanzare, lentamente ma costantemente, nell'Italia bizantina.
Fu in Asia Minore, tuttavia, che ebbe luogo il più grande disastro. I turchi Selgiuchidi iniziarono le loro prime esplorazioni alla frontiera bizantina in Armenia nel 1065 e nel 1067. L'emergenza pesò all'aristocrazia militare in Anatolia, che, nel 1068, si assicurò l'elezione di uno di loro, Romano IV Diogene, come imperatore. Nell'estate del 1071, Romano intraprese una massiccia campagna orientale per portare i Selgiuchidi ad un impegno generale contro l'esercito bizantino. Alla battaglia di Manzicerta, non solo Romano subì a sorpresa una sonora sconfitta per mano del sultano Alp Arslan, ma venne anche catturato anche se Alp Arslan lo trattò con rispetto e non impose dure condizioni ai bizantini. A Costantinopoli, però, venne messo in atto un colpo di stato a favore di Michele VII Ducas che ben presto dovette fronteggiare l'opposizione di Niceforo Briennio e Niceforo III. Nel 1081 i Selgiuchidi ampliarono il loro dominio su quasi tutta la piana anatolica, dall'Armenia alla Bitinia, e fissarono la loro capitale a Nicea.
Nel frattempo, la presenza bizantina in Italia meridionale era stata spazzata via dai Normanni. Reggio Calabria, la capitale del tagma di Calabria, era stata conquistata da Roberto il Guiscardo nel 1060. A quel tempo i bizantini controllavano solo alcune delle città costiere in Puglia. Otranto cadde nel 1068, lo stesso anno in cui iniziò l'assedio di Bari (la capitale del Catepanato d'Italia). Dopo i bizantini vennero sconfitti in una serie di battaglie e ogni tentativo di recuperare la città andò a vuoto, e Bari venne definitivamente persa nel mese di aprile del 1071. Questo evento pose fine alla presenza bizantina nell'Italia meridionale.

## Dinastia dei Comneni e le crociate

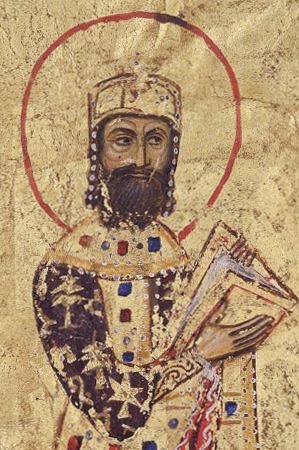
Alessio I, fondatore della dinastia dei Comneni.

Durante il periodo di regno dei Comneni, dal 1081 a circa il 1185, i cinque imperatori Comneni (Alessio I, Giovanni II, Manuele I, Alessio II e Andronico I) portarono avanti una sostenuta ristrutturazione, anche se in ultima analisi incompleta, dell'esercito, dell'organizzazione territoriale, dell'economia e della politica dell'Impero bizantino. Anche se i turchi selgiuchidi occuparono il cuore dell'Impero in Anatolia, la maggior parte degli sforzi militari bizantini durante questo periodo vennero diretti contro le potenze occidentali, in particolare i Normanni.
L'Impero sotto i Comneni giocò un ruolo chiave nella storia delle Crociate in Terra santa, che Alessio aveva contribuito a realizzare, ma esercitò anche un'enorme influenza culturale e politica in Europa, nel Medio Oriente e nelle terre intorno al Mar Mediterraneo sotto Giovanni e Manuele. Il contatto tra Bisanzio e l'Occidente "latino", inclusi gli stati crociati, aumentò in modo significativo durante il periodo dei Comneni. I Veneziani e altri commercianti italiani divennero residenti in gran numero a Costantinopoli e nell'Impero (c'erano circa 60000 latini a Costantinopoli, su una popolazione di circa 400000 abitanti), e la loro presenza insieme a quella di numerosi mercenari latini, che erano impiegati da Manuele, contribuì a diffondere la tecnologia bizantina, l'arte, la letteratura e la cultura in tutto l'Occidente latino, portando allo stesso tempo un flusso di idee e costumi occidentali nell'Impero.
In termini di prosperità e di vita culturale, il periodo dei Comneni fu una delle vette della storia bizantina e Costantinopoli rimase la città guida del mondo cristiano in termini di dimensioni, ricchezza e cultura. Ci fu un rinnovato interesse per la filosofia greca classica e un aumento della produzione letteraria in greco volgare. L'arte e la letteratura bizantina ebbero un posto preminente in Europa e l'impatto culturale dell'arte bizantina ad Occidente, durante questo periodo, fu enorme e di lunga durata.

### Alessio I e la prima crociata
Dopo la battaglia di Manzicerta, un parziale recupero fu reso possibile dalla dinastia dei Comneni (riferito come rinascita dei Comneni). Il primo imperatore dei Comneni fu Isacco I (1057-1059) a cui succedette Costantino X Ducas (1059-1067). I Comneni raggiunsero nuovamente il potere con Alessio I nel 1081. Fin dall'inizio del suo regno, Alessio affrontò un attacco formidabile dei Normanni sotto Roberto il Guiscardo e suo figlio Boemondo di Taranto, che conquistarono Dyrrhachium e Corfù e posero d'assedio Larissa in Tessaglia. Per contrastare nuovi sbarchi Normanni dall'Italia meridionale, i Romei dovettero chiamare in soccorso la repubblica di Venezia, che fornì volentieri il proprio aiuto, in cambio di importanti privilegi commerciali e della possibilità di far stabilire una base a Galata, che da questo momento fu abitata da un cospicuo numero di mercanti prima veneziani, in seguito anche pisani e genovesi: questi mercanti furono chiamati semplicemente "Latini" dagli abitanti di Costantinopoli. La morte di Roberto il Guiscardo, nel 1085, alleviò temporaneamente il problema dei Normanni. L'anno successivo morì il sultano selgiuchide e il sultanato venne diviso da rivalità interne. Con i propri sforzi, Alessio sconfisse i Peceneghi, colti di sorpresa e annientati alla battaglia di Levounion il 28 aprile 1091.
Dopo aver raggiunto una stabilità in Occidente, Alessio poté rivolgere la sua attenzione alle gravi difficoltà economiche e alla disintegrazione delle difese tradizionali dell'Impero. Tuttavia, egli non aveva ancora forze sufficienti per recuperare i territori perduti in Asia Minore e per avanzare contro i Selgiuchidi. Al Concilio di Piacenza, nel 1095, gli inviati di Alessio conferirono con papa Urbano II rappresentandogli la sofferenza dei cristiani d'Oriente e sottolineando che senza l'aiuto dell'Occidente avrebbero continuato a soffrire sotto il dominio musulmano.

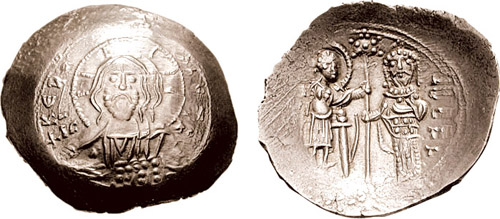
Il breve primo conio della zecca di Tessalonica, aperta da Alessio nel settembre 1081, mentre era diretto contro gli invasori Normanni guidati da Roberto il Guiscardo.

Urbano vide la richiesta di Alessio come una doppia occasione per cementare l'Europa occidentale e riunire la Chiesa ortodossa alla Chiesa cattolica sotto la sua autorità. Il 27 novembre 1095, papa Urbano II presiedette l'Appello di Clermont ed esortò tutti i presenti a prendere le armi sotto il segno della croce e lanciare un'armata (in pellegrinaggio) per recuperare Gerusalemme e l'Oriente sottraendolo al dominio dei musulmani. La risposta in Europa occidentale fu travolgente.
Alessio aveva anticipato l'aiuto sotto forma di forze mercenarie da Occidente, ma era del tutto impreparato per accogliere la forza immensa e indisciplinata che ben presto sarebbe arrivata in territorio bizantino. Non era un conforto per Alessio apprendere che quattro degli otto capi del corpo principale della crociata erano Normanni, tra i quali Boemondo. Dal momento che la crociata doveva passare attraverso Costantinopoli, tuttavia, l'imperatore avrebbe avuto un certo controllo su di essa. Richiese ai comandanti di giurare di ripristinare all'impero qualsiasi città o territorio che avessero potuto conquistare ai turchi nel loro cammino verso la Terra santa. In cambio, diede loro guide ed una scorta militare.
Alessio fu in grado di recuperare una serie di importanti città e isole e gran parte dell'Asia Minore occidentale. Tuttavia, i crociati ritennero che i loro giuramenti fossero stati invalidati quando Alessio non li aiutò durante l'assedio di Antiochia (si era infatti messo in cammino verso Antiochia, ma era stato convinto a tornare indietro da Stefano di Blois, il quale gli aveva assicurato che tutto era perduto e che la spedizione era già fallita). Boemondo, che si era dichiarato principe di Antiochia, per breve tempo entrò in guerra con i bizantini, ma accettò di diventare vassallo di Alessio a seguito del Trattato di Devol del 1108, che segnò la fine della minaccia normanna durante il regno di Alessio.

### Giovanni II, Manuele I e la seconda crociata

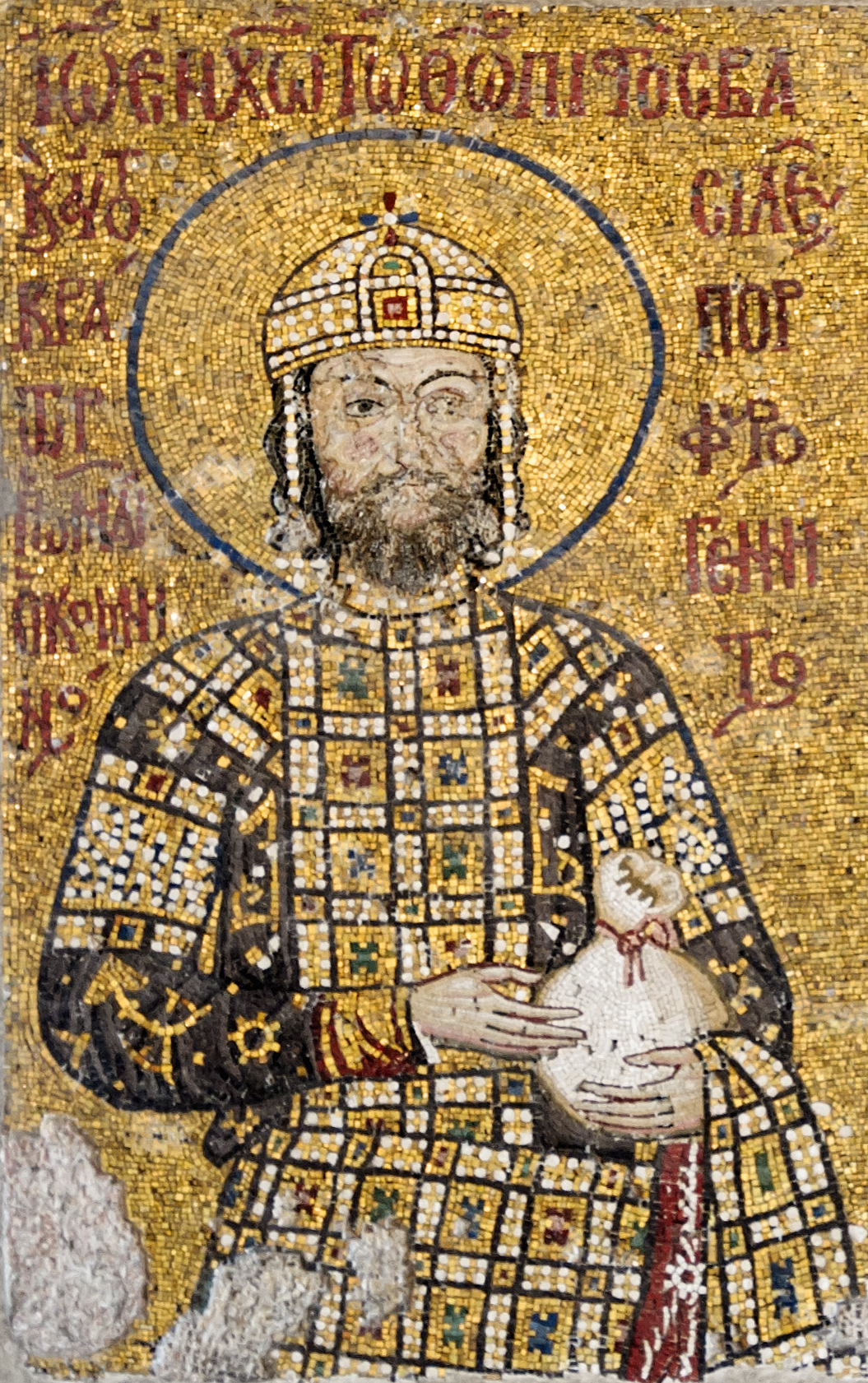
Giovanni II Comneno lasciò integro il tesoro imperiale non ordinò la condanna a morte o la mutilazione di alcun soggetto durante il suo regno. Soprannominato Giovanni il Buono, è considerato dallo storico bizantino Niceta Coniata come il miglior imperatore della dinastia dei Comneni.

Il figlio di Alessio, Giovanni II Comneno, gli successe nel 1118 e governò fino al 1143. Giovanni fu un imperatore pio e devoto determinato a riparare i danni che il suo impero aveva sofferto alla battaglia di Manzicerta, mezzo secolo prima. Famoso per la sua pietà e il suo regno straordinariamente mite e giusto, Giovanni fu un eccezionale esempio di monarca morale, in un momento in cui la crudeltà era la norma. Per questo motivo, venne chiamato dai bizantini il Marco Aurelio di Costantinopoli. Nel corso del suo regno, durato 25 anni, realizzò alleanze con il Sacro Romano Impero ad Occidente, sconfisse i Peceneghi alla battaglia di Beroia e guidò personalmente alcune campagne contro i turchi in Asia Minore. Le campagne di Giovanni cambiarono radicalmente i rapporti di forza in Oriente, obbligando i turchi alla difensiva e consentendo ai bizantini il recupero di molte città e fortezze lungo la penisola. Egli ostacolò anche gli ungheresi e minacciò i serbi negli anni 1120 e nel 1130 si alleò con l'imperatore tedesco Lotario III contro il re normanno Ruggero II di Sicilia. Nella parte successiva del suo regno concentrò le sue attività in Oriente. Sconfisse l'emirato dei Danishmendidi di Melitene e riconquistò tutta la Cilicia, costringendo Raimondo di Poitiers, principe di Antiochia, a riconoscere la sovranità bizantina. Nel tentativo di dimostrare il ruolo dellimperatore bizantino come capo del mondo cristiano, marciò in Terra santa a capo delle forze combinate di Bisanzio e dei Crociati. Eppure, nonostante il grande vigore con cui condusse la campagna, le speranze di Giovanni andarono deluse per il tradimento dei suoi alleati crociati. Nel 1142 tornò ad avanzare le sue pretese su Antiochia, ma morì, nella primavera del 1143, a seguito di un incidente di caccia. Raimondo fu incoraggiato ad invadere la Cilicia, ma fu sconfitto e costretto ad andare a Costantinopoli per chiedere misericordia al nuovo imperatore.
L'erede designato di Giovanni fu il suo quarto figlio, Manuele I Comneno, che fece una campagna aggressiva contro i suoi vicini, sia ad Occidente che ad Oriente. In Palestina si alleò con il crociato Regno di Gerusalemme ed inviò una grande flotta per partecipare ad un'invasione combinata contro i Fatimidi d'Egitto. Manuele rafforzò la sua posizione come signore degli stati crociati, con la sua egemonia su Antiochia e Gerusalemme, garantita da un accordo con Rinaldo di Châtillon, principe di Antiochia, e Almarico I, re di Gerusalemme. Nel tentativo di ristabilire il controllo bizantino sopra i porti del sud Italia, inviò una spedizione nel 1155, ma le dispute all'interno della coalizione portarono al fallimento della campagna. Nonostante questa battuta d'arresto militare, gli eserciti di Manuele invasero con successo il Regno d'Ungheria nel 1167, sconfiggendo gli ungheresi alla Battaglia di Sirmio. Nel 1168 quasi tutta la costa orientale si trovava nelle mani di Manuele ed egli realizzò diverse alleanze con il Papa ed altri regni cristiani occidentali e gestì con successo il passaggio della Seconda crociata attraverso il suo impero. Anche se le speranze di un'alleanza papale-bizantina di lunga durata si scontrano con problemi insormontabili, papa Innocenzo III aveva una visione positiva di Manuele quando disse ad Alessio III che avrebbe dovuto imitare "il suo predecessore Manuele di famosa memoria" che "rispose sempre favorevolmente a noi stessi e ai nostri predecessori".
Ad Oriente, invece, Manuele subì una grave sconfitta contro i turchi alla battaglia di Miriocefalo, nel 1176. Eppure, le perdite vennero rapidamente colmate e l'anno successivo le forze di Manuele inflissero una sconfitta ad una forza di "turchi uniti". Il comandante bizantino, Giovanni Vatatze, che sgominò gli invasori turchi alla battaglia di Hyelion e Leimocheir, non solo portò le truppe dalla capitale, ma fu anche in grado di raccogliere un esercito lungo la strada; un segno che l'esercito bizantino era rimasto forte e che il programma di difesa della parte occidentale dell'Asia Minore era ancora un successo.

### Rinascita del XII secolo

L'Impero bizantino in violetto nel 1180 circa, alla fine della parentesi al potere della dinastia dei Comneni

Giovanni e Manuele perseguirono politiche militari attive ed entrambi schierarono notevoli risorse in assedi e difese delle città; politiche aggressive di fortificazione furono al centro delle loro strategie militari imperiali. Nonostante la sconfitta nella battaglia di Miriocefalo, le politiche di Alessio, Giovanni e Manuele portarono a grandi guadagni territoriali, maggiore stabilità alla frontiera in Asia Minore e fissarono la stabilizzazione delle frontiere europee dell'impero. Da circa il 1081 a circa il 1180, l'esercito dei Comneni diede sicurezza all'Iimpero, consentendo la fioritura della civiltà bizantina
Questo consentì alle province occidentali di ottenere una ripresa economica che continuò fino alla fine del secolo. Si è sostenuto che Bisanzio, sotto il dominio dei Comneni, fu più prospera che in qualsiasi altro momento a partire dalle invasioni persiane del VII secolo. Nel corso del XII secolo la popolazione aumentò e ampi tratti di nuovi terreni agricoli vennero portati in produzione. L'evidenza archeologica in Europa e Asia Minore mostra un notevole aumento delle dimensioni degli insediamenti urbani, insieme ad un aumento notevole del numero delle nuove città. Il commercio fu fiorente; i veneziani, i genovesi ed altri popoli si aprirono ai porti del Mar Egeo per il loro commercio, trasportando merci dai regni d'oltremare dei crociati e dall'Egitto dei Fatimidi ad Occidente verso l'impero bizantino via Costantinopoli.
Dal punto di vista artistico, ci fu una ripresa del mosaico e le scuole regionali di architettura iniziarono a produrre molti stili distintivi che crearono una serie di influenze culturali. Durante il XII secolo i bizantini fornirono il loro modello all'inizio dell'umanesimo come rinascita di interesse per gli autori classici. In Eustazio di Tessalonica, umanista bizantino, si trova la sua espressione più caratteristica.

### Dinastia degli Angeli e terza crociata
La morte di Manuele, il 24 settembre 1180, lasciò sul trono il suo figlio undicenne Alessio II Comneno, troppo giovane e incompetente, ma fu sua madre, Maria d'Antiochia e la sua cultura occidentale (Franchi) che rese impopolare la sua reggenza. Alla fine, Andronico I Comneno, un nipote di Alessio I, lanciò una rivolta contro il suo più giovane parente e riuscì a rovesciarlo in un violento colpo di Stato. Utilizzando il suo bell'aspetto e la sua immensa popolarità nell'esercito, marciò su Costantinopoli, nel mese di agosto del 1182, e incitò il popolo ad un Massacro dei Latini. Dopo aver eliminato i suoi potenziali rivali, si fece incoronare come co-imperatore nel settembre del 1183; eliminò Alessio II e prese per sé anche la sua moglie dodicenne, Agnese di Francia.
Questa successione turbò ed indebolì la continuità dinastica e la solidarietà da cui era venuta la forza della rinascita dello stato bizantino. Il nuovo imperatore era un uomo di contrasti sorprendenti. Bello ed eloquente, Andronico era allo stesso tempo noto per le sue imprese licenziose. Energico, capace e determinato, era chiamato un "vero Comneno". Tuttavia, era anche capace di terrificanti brutalità, violenze e crudeltà.
Iniziò bene il suo regno, in particolare, le misure che prese per riformare il governo dell'impero vennero lodate dagli storici. Secondo Georg Aleksandrovič Ostrogorsky, Andronico era determinato a sradicare la corruzione: sotto il suo governo cessò la vendita degli incarichi; la selezione si basava sul merito, piuttosto che sui favoritismi; i funzionari venivano pagati con uno stipendio adeguato in modo da ridurre la tentazione della corruzione. Nella riforma delle province "produsse un miglioramento rapido e marcato". La gente avvertiva la gravità delle sue leggi, ma riconosceva la loro giustezza e si sentiva protetta dalla capacità dei suoi governanti. Gli sforzi di Andronico per frenare gli oppressivi funzionari delle tasse dell'impero fecero molto per alleviare la sorte dei contadini, ma il suo tentativo di controllare il potere della nobiltà era molto più problematico. Gli aristocratici erano infuriati contro di lui, e come se non bastasse, Andronico sembrava essere diventato sempre più sbilanciato; le esecuzioni e la violenza divennero sempre più frequenti e il suo regno fu trasformato in un regno del terrore. Sembrava che quasi cercasse lo sterminio della nobiltà nel suo complesso. La lotta contro l'aristocrazia si trasformò in massacro, mentre l'imperatore ricorse a misure sempre più spietate per puntellare il suo regime.

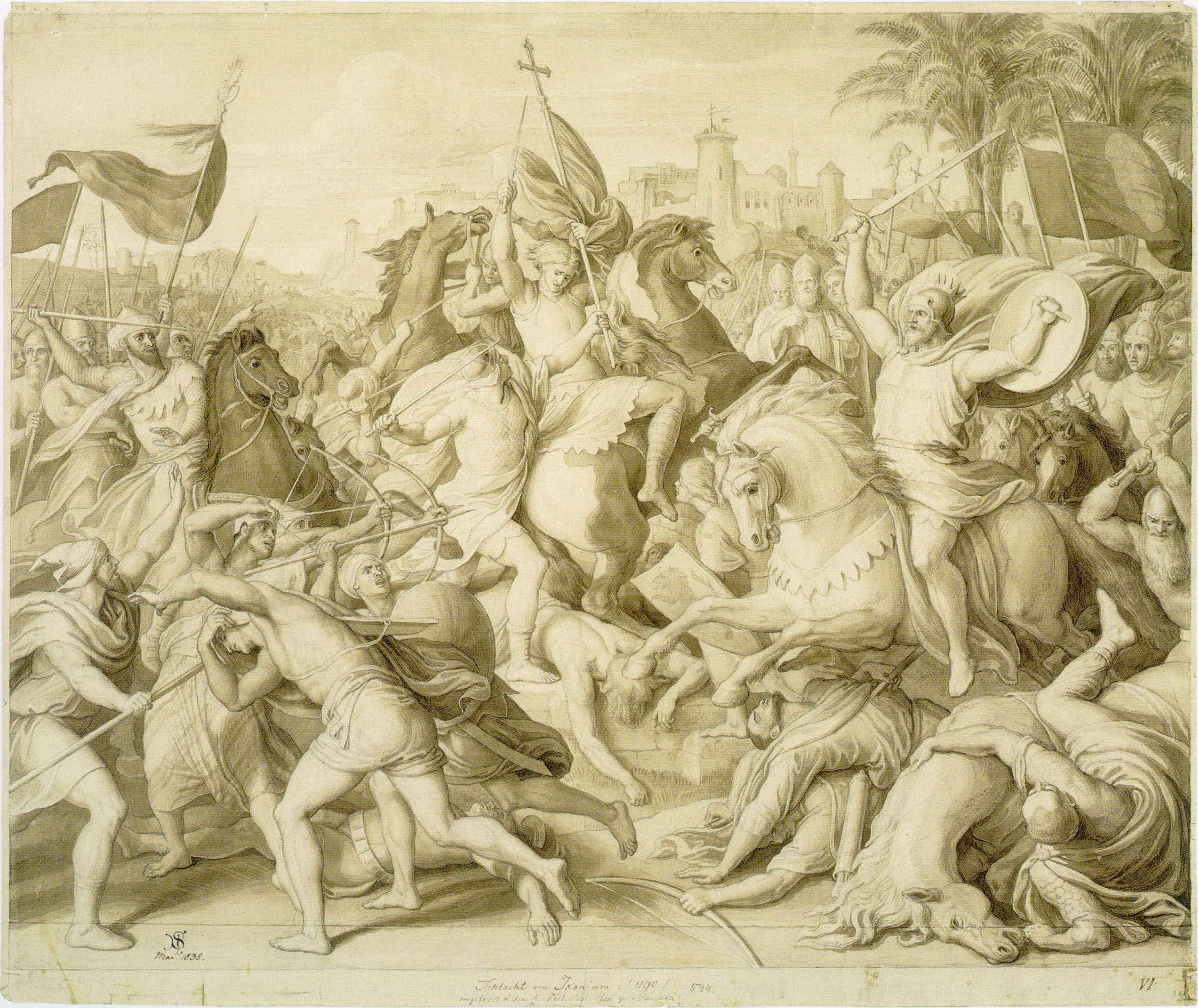
Konya conquistata dalla Terza crociata.

Nonostante il suo passato militare, Andronico non riuscì a realizzare degli accordi con Isacco Comneno di Cipro, Béla III che reincorporò i territori croati in Ungheria e Stefano Nemanja di Serbia che dichiarò la sua indipendenza da Bisanzio. Tuttavia, nessuno di questi problemi può essere confrontato con la forza d'invasione di 300 navi e 80000 uomini giunti nel 1185 al comando di Guglielmo II di Sicilia. Andronico mobilitò una piccola flotta di 100 navi per difendere la capitale, ma oltre ciò era indifferente alla popolazione. Alla fine venne rovesciato quando Isacco II Angelo, sopravvissuto ad un attentato imperiale, prese il potere con l'aiuto dei parenti delle persone fatte uccidere da Andronico.
Il regno di Isacco II e, ancor più, quello del fratello Alessio III, vide il crollo di quel che restava della macchina centralizzata del governo bizantino e della sua difesa. Anche se i Normanni furono cacciati dalla Grecia nel 1186, i Valacchi e i bulgari iniziarono una ribellione che doveva portare alla formazione del Secondo Impero bulgaro. La cattiva gestione della Terza crociata dimostrò chiaramente le debolezze di Bisanzio sotto gli Angeli. Quando Riccardo I d'Inghilterra si appropriò di Cipro, Isacco Comneno si rifiutò di restituirla all'Impero, e quando Federico Barbarossa conquistò Konya, Isacco non riuscì a prendere l'iniziativa. La politica interna degli Angeli fu caratterizzata dallo sperpero del tesoro pubblico e dalla cattiva amministrazione fiscale. L'autorità bizantina fu gravemente indebolita e il vuoto di potere che cresceva al centro dell'impero incoraggiò la frammentazione. Ci sono prove che alcuni eredi dei Comneni avevano istituito uno stato semi-indipendente a Trebisonda prima del 1204. Secondo Alexander Vasiliev, "la dinastia degli Angeli, greca in origine, [...] accelerò la rovina dell'Impero, già indebolito e disunito all'interno."

### Quarta Crociata

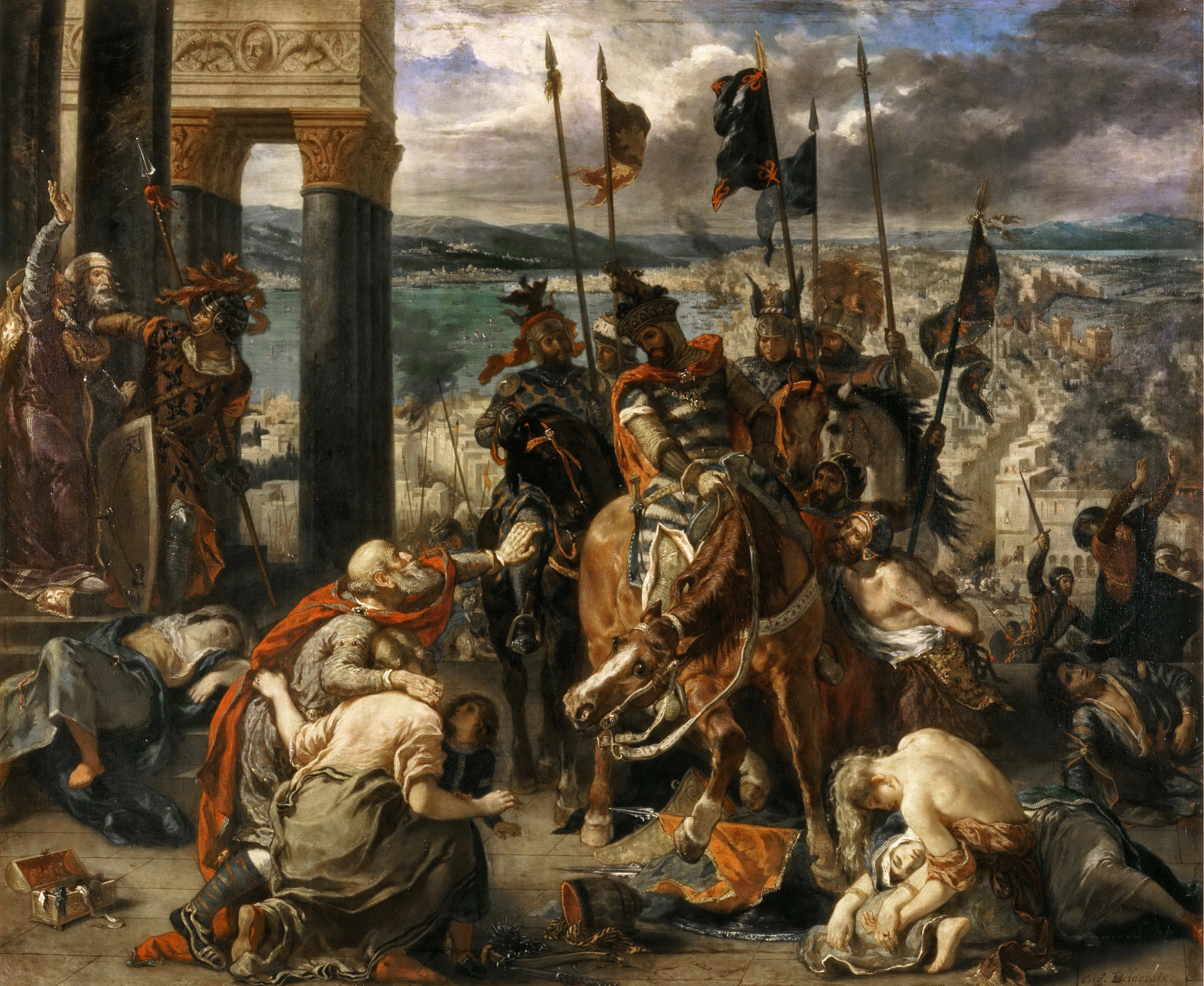
Ingresso dei crociati a Costantinopoli, di Eugène Delacroix (1840, olio su tela, 410 × 498 cm, Louvre, Parigi).

Nel 1198, Papa Innocenzo III affrontò l'argomento di una nuova crociata attraverso i suoi legati e le sue encicliche. L'intento dichiarato della crociata era di conquistare l'Egitto, ora al centro del potere islamico nel Levante. L'esercito crociato, che era arrivato a Venezia nell'estate del 1202, era un po' più piccolo di quanto era stato previsto e non c'erano fondi sufficienti per pagare i veneziani, la cui flotta era stata noleggiata dai crociati affinché li portasse in Egitto. La politica veneziana sotto l'invecchiato e cieco, ma ancora ambizioso Doge Enrico Dandolo, era potenzialmente in contrasto con quella del Papa e dei crociati, perché Venezia era strettamente legata commercialmente all'Egitto. I crociati accettarono il suggerimento che in luogo del pagamento del trasporto avrebbero assistito i veneziani nella conquista del porto (cristiano) di Zara in Dalmazia (città vassalla di Venezia, che si era ribellata e posta sotto la protezione dell'Ungheria nel 1186). La città cadde nel novembre del 1202 dopo un breve assedio. Innocenzo, che era stato informato del piano (senza che si fosse tenuto conto del suo veto), era riluttante a compromettere l'esito della crociata e diede l'assoluzione condizionale ai non crociati, ovvero ai veneziani.
Dopo la morte di Tebaldo III di Champagne, la guida della crociata passò a Bonifacio I del Monferrato, un amico dell'Hohenstaufen Filippo di Svevia. Sia Bonifacio che Filippo erano sposati con donne della famiglia imperiale bizantina. In realtà, il cognato di Filippo, Alessio Angelo, figlio dell'imperatore deposto e accecato Isacco II Angelo, era apparso in Europa in cerca di aiuto e aveva preso contatti con i crociati. Alessio offrì di riunire la chiesa bizantina con quella di Roma, pagare ai crociati 200000 marchi d'argento e unirsi alla crociata con 200000 marchi d'argento e tutte le forniture di cui avevano bisogno per arrivare in Egitto. Innocenzo era a conoscenza di un piano per deviare la crociata a Costantinopoli e proibì ogni attacco alla città, ma la bolla papale giunse dopo che le flotte avevano lasciato Zara.
Alessio III non fece i preparativi per la difesa della città; così, quando la flotta veneziana entrò nelle acque di Costantinopoli, il 24 giugno 1203, incontrò poca resistenza. I crociati rapidamente attaccarono, provocando un grande incendio che danneggiò gran parte della città e in breve ne presero il controllo. Nell'estate del 1203 Alessio III fuggì e Alessio Angelo venne elevato al trono come Alessio IV Angelo insieme al padre cieco Isacco. Innocenzo rimproverò il capo dei crociati e ordinò loro di recarsi immediatamente in Terra santa.
Quando verso la fine di novembre del 1203, Alessio IV annunciò che le sue promesse erano difficili da mantenere, poiché l'impero era a corto di fondi (visto che era riuscito a pagare circa la metà della somma promessa di 200000 marchi d'argento e non poteva mantenere la promessa che avrebbe coperto il noleggio ai veneziani della flotta per il trasporto dei crociati), questi gli dichiarano guerra. Nel frattempo, crebbe l'opposizione interna ad Alessio IV e, il 25 gennaio 1204, uno dei suoi cortigiani, Alessio Dukas lo uccise e salì al trono come Alessio V; Isacco morì poco dopo, probabilmente in modo naturale. I crociati e i veneziani, infuriati per l'assassinio del loro presunto sovvenzionatore, si prepararono ad assaltare la capitale bizantina. Decisero che 12 elettori (sei veneziani e sei crociati) avrebbero dovuto scegliere un imperatore latino di Romania.

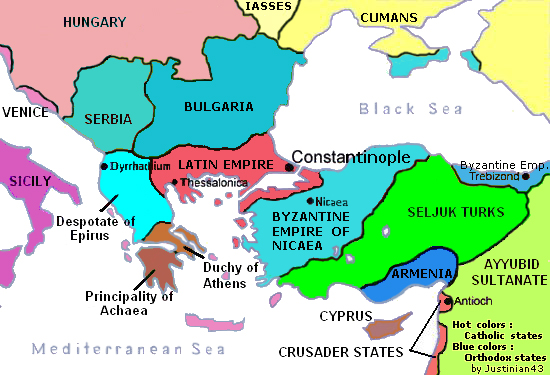
La ripartizione dell'Impero dopo la quarta crociata, c. 1204.

Quando Alessio V rifiutò di onorare le promesse di Alessio IV e Isacco II, i crociati presero di nuovo d'assalto la città, che cadde il 13 aprile 1204: Costantinopoli fu sottoposta a saccheggio e a stragi da parte degli invasori per tre giorni. Molte icone inestimabili, cimeli e altri oggetti in seguito vennero portati in Europa occidentale, in gran numero a Venezia. Secondo Niceta Coniata, una prostituta venne messa sul trono patriarcale. Quando Innocenzo III venne a conoscenza della condotta tenuta dai suoi crociati, li castigò senza mezzi termini. Ma la situazione era fuori dal suo controllo, soprattutto dopo che il suo legato, di propria iniziativa, aveva assolto i crociati dal loro voto di procedere in Terra santa. Quando l'ordine fu ripristinato, i crociati e i veneziani procedettero ad attuare il loro accordo; Baldovino di Fiandra venne eletto imperatore di un nuovo Impero latino di Costantinopoli e il veneziano Tommaso Morosini venne scelto come patriarca. Le terre furono divise tra i capi, inclusi la maggior parte degli ex possedimenti bizantini, anche se la resistenza continuò attraverso i resti bizantini di Nicea, Trebisonda ed Epiro.

## Caduta

### Impero in esilio
Dopo il sacco di Costantinopoli del 1204, da parte dei crociati latini, vennero creati due nuovi imperi bizantini successori del precedente: l'Impero di Nicea e il Despotato d'Epiro. Un terzo, l'Impero di Trebisonda, era stato creato un paio di settimane prima del sacco di Costantinopoli da Alessio I di Trebisonda. Dei tre stati successori, Epiro e Nicea avevano le migliori possibilità di recuperare Costantinopoli. L'Impero di Nicea lottò per sopravvivere nei successivi decenni, tuttavia, dalla metà del XIII secolo aveva perso gran parte del sud dell'Anatolia. L'indebolimento del Sultanato di Rum, a seguito della invasione mongola del 1242-1243 consentì a molti beilicati turchi d'Anatolia e a fanatici ghazis di creare i propri principati in Anatolia, indebolendo i possedimenti bizantini dell'Asia Minore. Con il passare del tempo, uno dei bey, Osman I, creò un impero che avrebbe conquistato Bisanzio. Tuttavia, l'invasione mongola diede anche a Nicea una tregua temporanea dagli attacchi selgiuchidi permettendo così di concentrarsi sull'Impero latino a nord.

### Riconquista di Costantinopoli

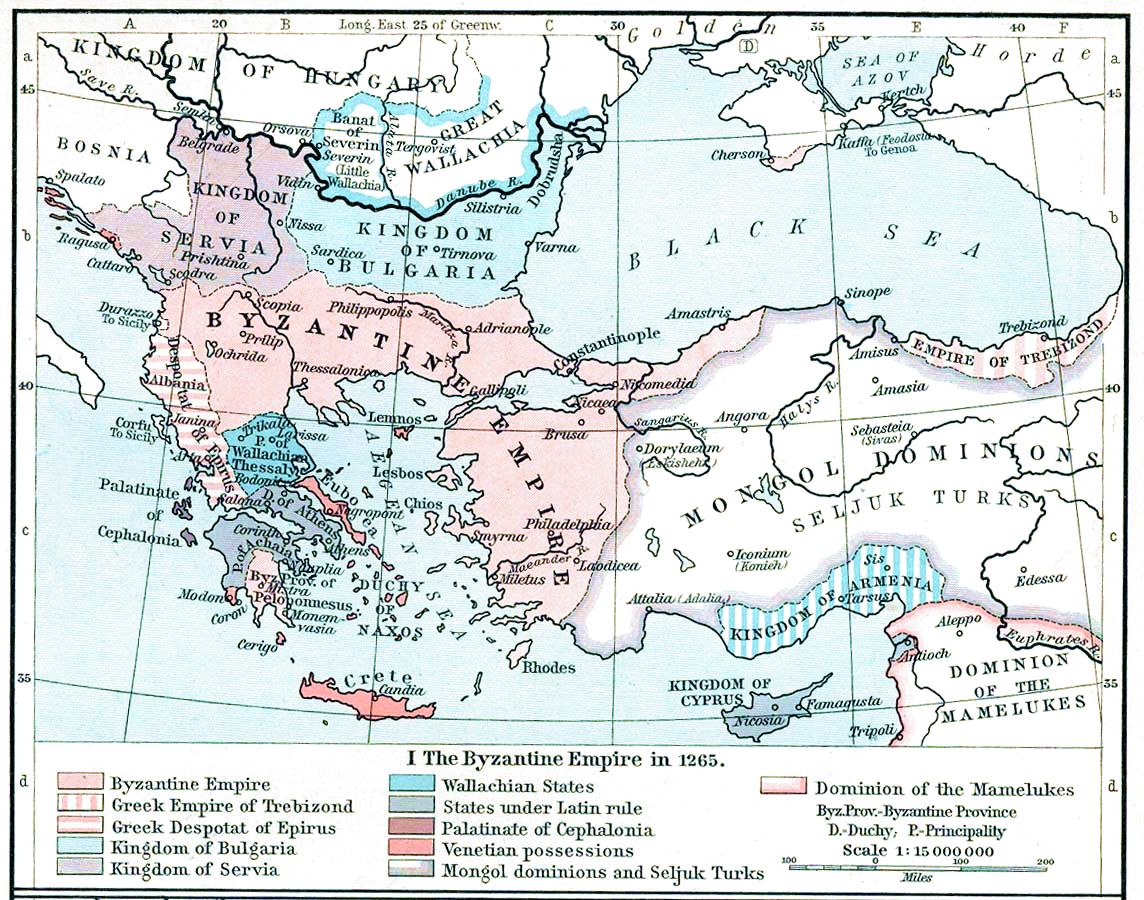
L'Impero bizantino restaurato nel 1265

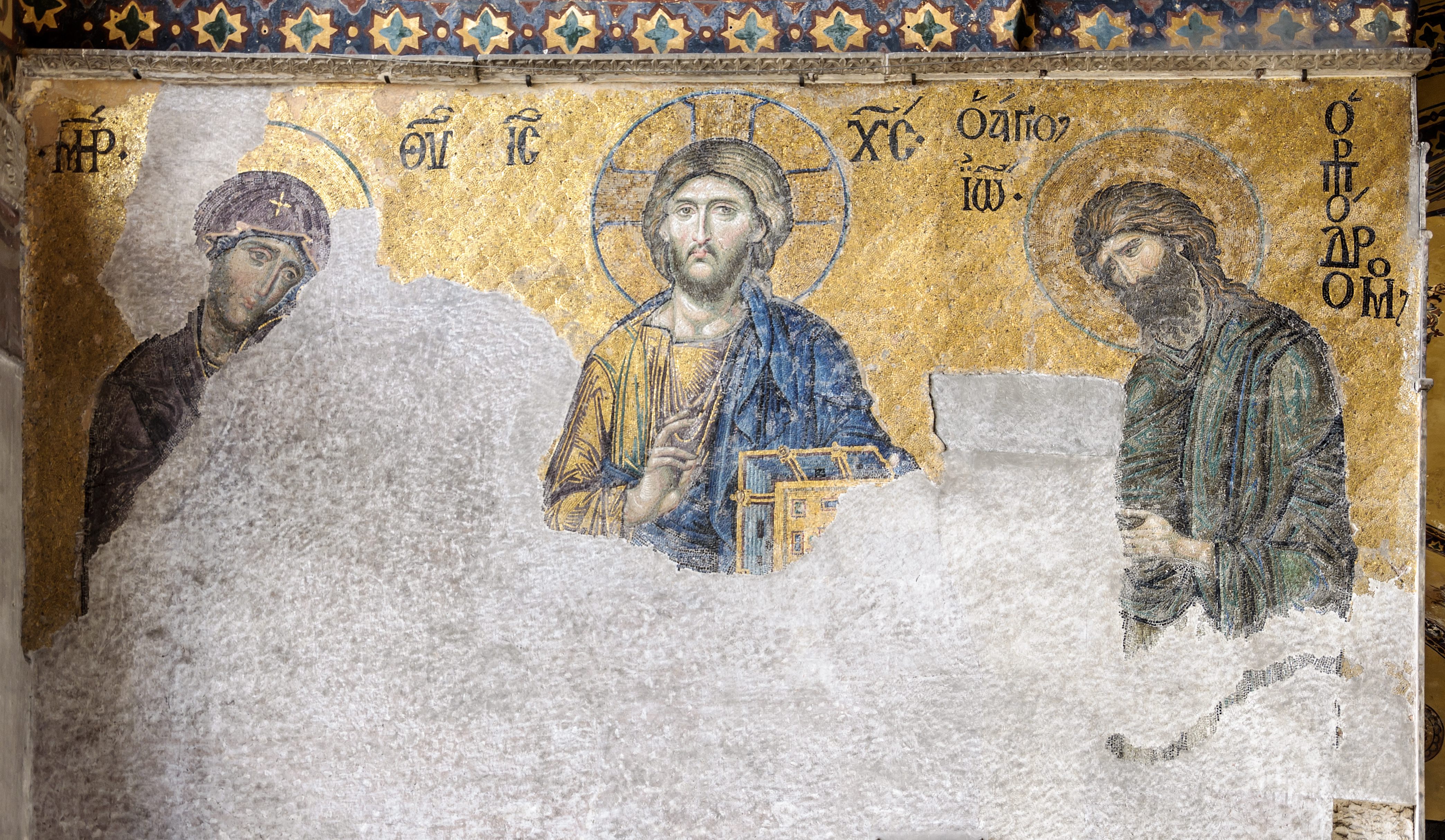
Mosaico bizantino ad Hagia Sophia, rappresentante Cristo Pantocratore. L'arte bizantina fiorì dal tardo XIII secolo al XIV.

L'Impero di Nicea, fondato dalla dinastia dei Lascaridi, riuscì a riconquistare Costantinopoli ai latini nel 1261 e a sconfiggere l'Epiro. Ciò portò ad una breve rinascita delle fortune bizantine sotto Michele VIII Paleologo, ma l'impero era devastato dalla guerra e mal equipaggiato per affrontare i nemici che ormai lo circondavano. Al fine di mantenere le sue campagne contro i latini, Michele ritirò le truppe dall'Asia Minore e impose tasse penalizzanti ai contadini, causando molto risentimento. Vennero realizzati progetti di costruzione massiccia, a Costantinopoli, per riparare i danni della quarta crociata, ma nessuna di queste iniziative fu di qualsiasi conforto per gli agricoltori in Asia Minore, che soffrivano le incursioni dei fanatici ghazi.
Piuttosto che aggrapparsi ai suoi possedimenti in Asia Minore, Michele decise di espandere l'impero, ottenendo solo successi a breve termine. Per evitare un altro saccheggio della capitale da parte dei latini, costrinse la Chiesa ortodossa a sottomettersi a Roma, ancora una volta una soluzione temporanea per la quale i contadini odiavano Michele e Costantinopoli. Gli sforzi di Andronico II e più tardi di suo nipote Andronico III caratterizzarono l'ultimo tentativo genuino di Bisanzio di ripristinare la gloria dell'Impero. Tuttavia, l'uso di mercenari, da parte di Andronico II, fu spesso controproducente, con la Compagnia Catalana che devastò la campagna facendo crescere il risentimento verso Costantinopoli.

### Ultime guerre civili
Le lotte sociali indebolirono la potenza militare dell'Impero bizantino nel XIV secolo, tra cui due grandi guerre civili che cominciarono nel 1321 e nel 1341. La guerra civile del 1321-1328 venne condotta da un nipote dell'imperatore bizantino Andronico II e sostenuta da magnati bizantini che spesso si erano scontrati con l'autorità centralizzata. La guerra fu inconcludente e si concluse con Andronico III che divenne co-imperatore assieme al nonno. Tuttavia, la guerra civile permise ai turchi ottomani di ottenere guadagni notevoli in Anatolia e di fissare la loro capitale a Bursa, a un centinaio di chilometri da Costantinopoli. Dopo il conflitto iniziale, Andronico III detronizzò suo nonno e divenne l'unico imperatore. Sotto il suo regno, la Tessaglia e l'Epiro vennero riuniti all'Impero.

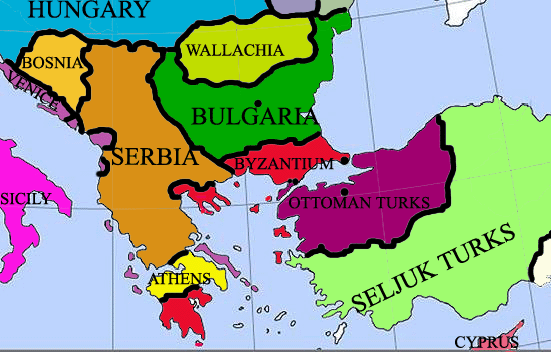
Mappa dei Balcani e dell'Asia Minore c. 1355. Bisanzio aveva perso i suoi territori asiatici, e l'Epiro si era ridotto significativamente ad opera della Serbia, mentre il potere degli ottomani era in aumento.

Dopo la morte di Andronico III, nel 1341, scoppiò un'altra guerra civile che durò fino al 1347. Andronico III lasciò sul trono il figlio di sei anni sotto la reggenza di Anna di Savoia. Il capo de facto dell'impero bizantino, Giovanni Cantacuzeno, era non solo uno stretto collaboratore del defunto imperatore, ma un proprietario terriero estremamente ricco e voleva diventare reggente. Non ebbe successo, ma fu dichiarato imperatore in Tracia. Questo conflitto era, più o meno, una lotta di classe, con i ricchi e potenti che sostenevano Cantacuzeno mentre la povera gente sosteneva la reggenza dell'imperatrice. Infatti quando gli aristocratici, nel 1342, proposero che la città di Tessalonica fosse consegnata a Cantacuzeno, gli zeloti di Tessalonica (anti-aristocratici) sequestrarono la città e governarono fino al 1350.
La guerra civile permise all'emergente Impero serbo di impadronirsi di vaste aree dell'Impero bizantino. Il re serbo Stefano Uroš IV Dušan realizzò notevoli guadagni territoriali nella Macedonia bizantina nel 1345 e conquistò vaste aree della Tessaglia e dell'Epiro nel 1348. Dušan morì nel 1355, assieme al suo sogno di un impero Greco–Serbo.
Cantacuzeno conquistò Costantinopoli nel 1347 e pose fine della guerra civile. Al fine di garantire la sua autorità assoldò mercenari turchi, lasciati liberi dalla guerra civile, da utilizzare in continue schermaglie contro i suoi avversari, ma la mossa si rivelò controproducente in quanto questi mercenari iniziarono gradualmente ad impadronirsi di altre parti di territorio bizantino, facilitati in ciò dal dissipamento delle ultime risorse militari ed economiche di Costantinopoli nelle due guerre civili.
Un conflitto più piccolo sarebbe poi scoppiato dal 1373 al 1379, e infine una rivolta nel 1390, mentre l'Impero bizantino diveniva sempre più circondato dall'avanzata ottomana.

### Ascesa degli Ottomani e caduta di Costantinopoli

Mediterraneo orientale prima della caduta di Costantinopoli.

Le cose andarono a peggiorare per Bisanzio, quando, durante la guerra civile, un terremoto a Gallipoli, nel 1354, devastò il forte, permettendo ai turchi, il giorno dopo, di spostarsi in Europa. Alla fine della guerra civile bizantina, gli Ottomani avevano sconfitto i serbi e li avevano soggiogati come vassalli. In seguito alla Battaglia del Kosovo, gran parte dei Balcani passò sotto il dominio degli Ottomani.
Gli imperatori fecero appello all'Occidente per chiedere aiuto, ma il Papa era disposto a prendere in considerazione l'invio di aiuti solo in cambio di una riunificazione della Chiesa ortodossa orientale con la Santa Sede. L'unità della Chiesa venne considerata, e, occasionalmente, realizzata per decreto imperiale, ma i cittadini ortodossi non vollero accettare l'autorità romana e la Chiesa latina. Giunsero delle truppe occidentali per sostenere la difesa cristiana di Costantinopoli, ma la maggior parte dei governanti occidentali, distratti dai loro affari, non fecero nulla quando gli Ottomani presero i territori bizantini rimanenti.
Costantinopoli a questo punto era scarsamente popolata e fatiscente. La popolazione della città era crollata così gravemente che era ormai poco più di un gruppo di villaggi separati dai campi. Il 2 aprile 1453, l'esercito del Sultano, costituito di circa 80.000 uomini e un gran numero di irregolari, assediò la città. Nonostante una disperata difesa da parte delle forze cristiane, notevolmente inferiori numericamente (circa 7.000 uomini, 2.000 dei quali erano stranieri), Costantinopoli cadde nelle mani degli Ottomani, dopo due mesi di assedio, il 29 maggio 1453. L'ultimo imperatore bizantino, Costantino XI Paleologo, fu visto, l'ultima volta, mentre gettava via le sue insegne imperiali e si impegnava nel combattimento corpo a corpo dopo che erano state violate le mura della città.

## Conseguenze

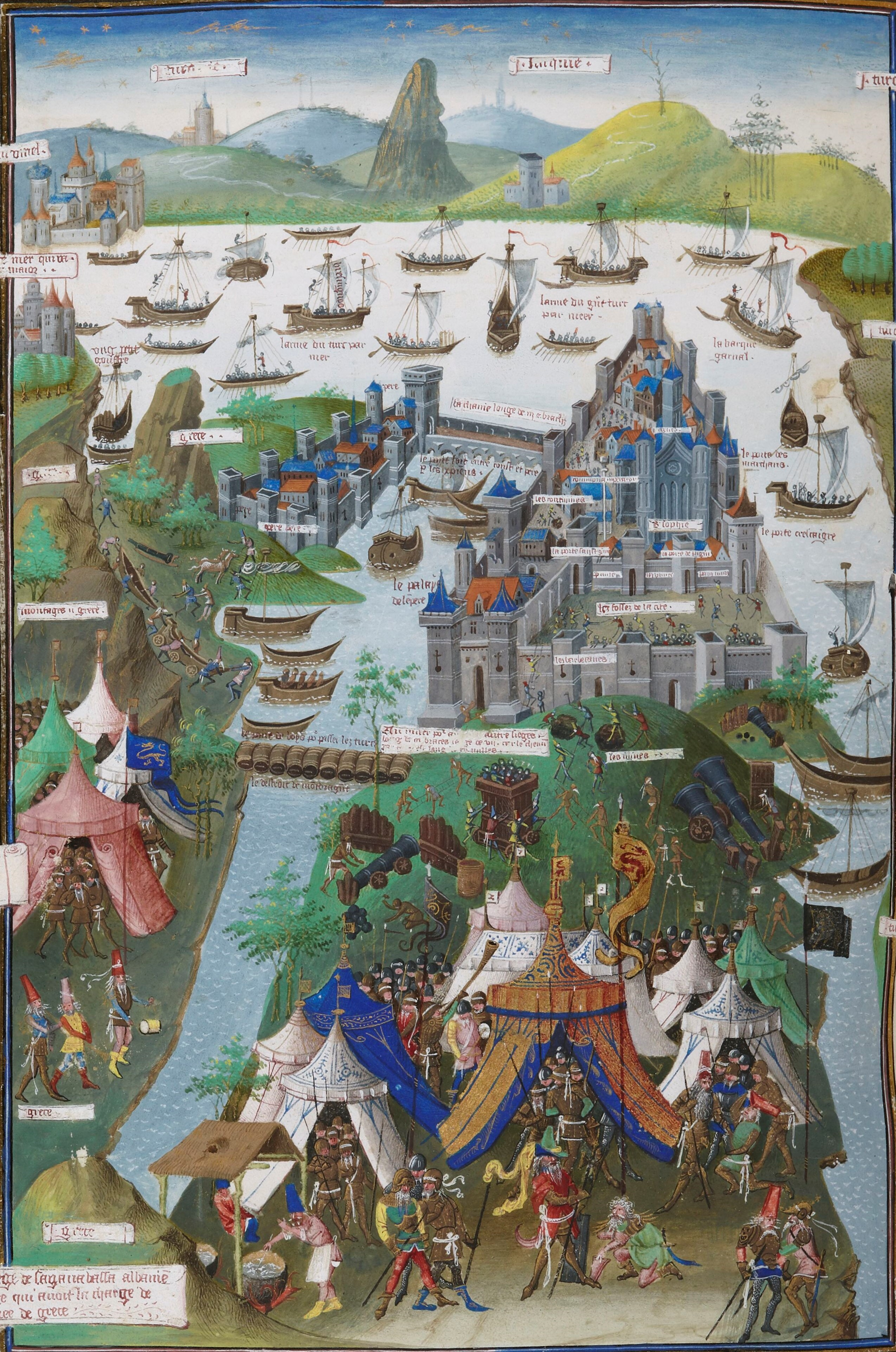
L'assedio di Costantinopoli del 1453 secondo una miniatura francese del XV secolo.

Al tempo della caduta di Costantinopoli, l'unico territorio rimasto all'impero bizantino era il Despotato di Morea, che era governato dai fratelli dell'ultimo imperatore e continuò come stato vassallo sotto gli Ottomani. Regnanti incompetenti, mancato pagamento del tributo annuale e una rivolta contro gli Ottomani, portarono all'invasione della Morea da parte di Mehmed II nel maggio del 1460, conquistando l'intero Despotato entro l'estate. L'Impero di Trebisonda, che si era diviso dai bizantini nel 1204, divenne l'ultimo residuo e l'ultimo de facto stato successore dell'Impero bizantino. Gli sforzi da parte dell'imperatore Davide II di reclutare potenze europee per una crociata anti-ottomana, provocarono la guerra tra gli Ottomani e Trebisonda, nell'estate del 1461. Dopo un assedio durato un mese, Davide consegnò la città di Trebisonda il 14 agosto 1461. Con la caduta di Trebisonda, l'ultimo residuo dell'impero romano era stato estinto.
Il nipote dell'ultimo imperatore Costantino XI, Andrea Paleologo, aveva ereditato il titolo di imperatore romano. Visse nella Morea (Peloponneso) fino alla sua caduta nel 1460 e poi fuggì a Roma, dove visse sotto la protezione del Papa per il resto della sua vita. Si descrisse come Imperator Constantinopolitanus ("Imperatore di Costantinopoli") e vendette i suoi diritti di successione sia a Carlo VIII di Francia che ai re cattolici. Tuttavia, nessuno invocò il titolo dopo la morte di Andrea, pertanto egli è considerato come l'ultimo imperatore romano titolare. Mehmed II e i suoi successori continuarono a considerarsi eredi dell'impero romano fino alla dissoluzione dell'Impero ottomano nel XX secolo. Nel frattempo, i principati danubiani (i cui governanti si consideravano anche loro eredi degli imperatori romani orientali) accolsero i rifugiati ortodossi, tra cui alcuni nobili bizantini.
Alla sua morte, il ruolo dell'imperatore come patrono di ortodossia orientale è stato rivendicato da Ivan III, Granduca della Moscovia. Aveva sposato la sorella di Andrea, Sofia Paleologa, il cui nipote, Ivan IV, sarebbe diventato il primo zar della Russia (zar o czar, che significa  Cesare, è un termine tradizionalmente applicato dagli slavi agli imperatori bizantini). I loro successori sostennero l'idea che Mosca era stata la giusta erede di Roma e Costantinopoli. L'idea dell'Impero russo come la nuova Terza Roma fu tenuta in vita fino alla sua scomparsa con la rivoluzione russa del 1917.